# Košice
Košice ([ˈkɔʃɪʦɛ] Ausspracheⓘ, deutsch Kaschau, ungarisch Kassa, Romani Kascha, neulateinisch Cassovia) ist eine Stadt am Fluss Hornád im Osten der Slowakei nahe der Grenze zu Ungarn. Mit ihren 223.678 Einwohnern (Stand: 31. Dezember 2024) ist sie nach Bratislava die zweitgrößte Stadt des Landes.
Košice ist zentraler Ort der Ostslowakei und Sitz eines Landschaftsverbands (Košický kraj). Die Stadt gliedert sich in vier Verwaltungsbezirke (okresy). Die Stadt ist griechisch-katholischer und evangelisch-reformierter Bischofssitz. Seit 1995 befindet sich hier auch der Sitz des römisch-katholischen Erzbistums. Košice ist überdies Universitätsstadt, Sitz des Verfassungsgerichtes, kulturelles Zentrum mit mehreren Museen, Galerien und Theater und ein Zentrum der Volksgruppe der Roma der Slowakei.
Das Wahrzeichen der Stadt ist der gotische Dom der Heiligen Elisabeth. Die Stadt war gemeinsam mit Marseille Kulturhauptstadt Europas 2013.

## Geographie

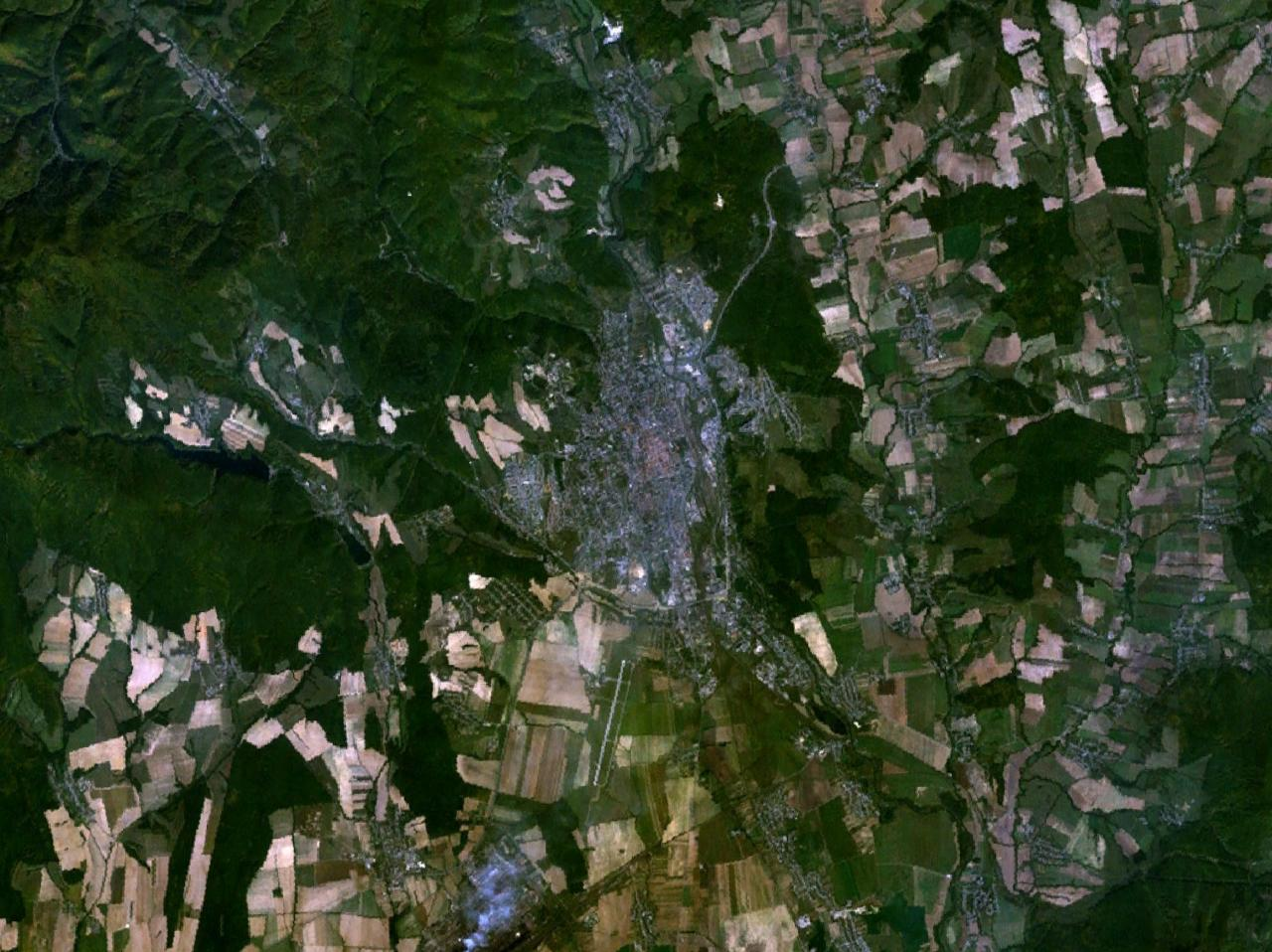
Košice und Umgebung auf einem Satellitenfoto

### Lage
Košice liegt im Kaschauer Becken (Košická kotlina) am Fluss Hornád, bei den östlichen Ausläufern des Slowakischen Erzgebirges, bei den Gebirgszügen Čierna hora (im Nordwesten) und Volovské vrchy (im Südwesten); an der östlichen Stadtgrenze fließt die Torysa, der Kessel wird im Osten von der Bergformation Slanské vrchy begrenzt. Weitere bedeutende Fließgewässer sind der Čermeľský potok und der Myslavský potok als rechtsufrige Zuflüsse von Hornád sowie die Ida im Stadtteil Šaca. Die Stadt ist durch eine Reihe von Gemeinden mit der drittgrößten Stadt Prešov (36 km nördlich) verbunden und liegt etwa 260 km nordöstlich der ungarischen Hauptstadt Budapest, 400 km östlich der slowakischen Hauptstadt Bratislava sowie etwa 675 km von der tschechischen und ehemals tschechoslowakischen Hauptstadt Prag. Die Grenzen zu Ungarn, zur Ukraine und zu Polen sind jeweils 20, 80 und 90 km entfernt. Die Stadtfläche erstreckt sich über 237,05 km²; die höchste Stelle befindet sich im Nordwesten auf dem Hügel Vysoký vrch (wörtlich „Hoher Hügel“, 851 m n.m.), der niedrigste Punkt liegt im Südosten auf 184 m n.m. Deutlich näher dem Stadtzentrum ist der Berg Hradová mit 466 m n.m. Das Stadtzentrum liegt auf 208 m n.m.
Košice grenzt an folgende Gemeinden: Kostoľany nad Hornádom und Družstevná pri Hornáde im Norden, Budimír und Beniakovce im Nordosten, Hrašovík, Košické Oľšany, Sady nad Torysou und Košická Polianka im Osten, Vyšná Hutka, Nižná Hutka, Nižná Myšľa und Kokšov-Bakša im Südosten, Valaliky, Haniska und Sokoľany im Süden, Bočiar, Seňa, Veľká Ida, Šemša und Malá Ida im Südwesten, Baška und Nižný Klátov im Westen sowie Vyšný Klátov, Košická Belá, Veľká Lodina und Sokoľ im Nordwesten.

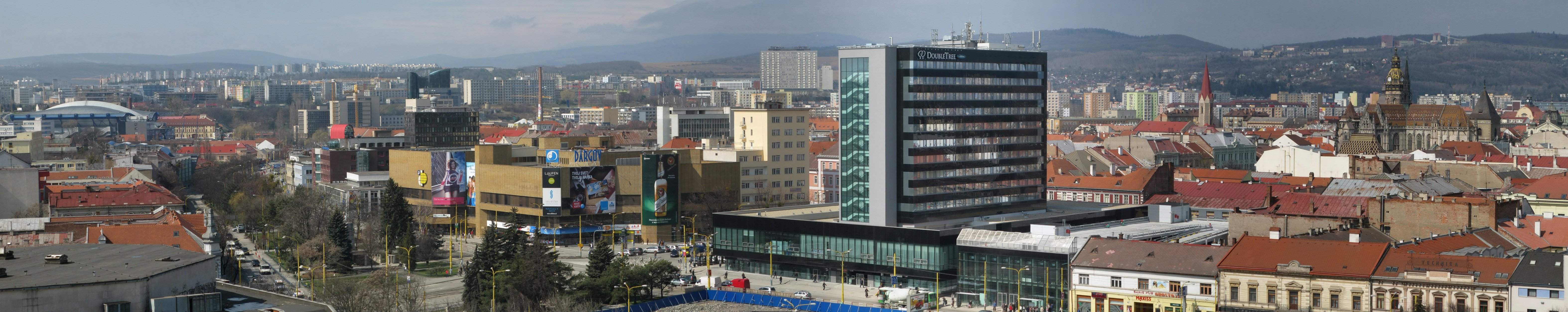
Panorama vom Südosten aus; Altstadt mit Elisabeth-Dom rechts

### Klima
Košice liegt in der gemäßigten Zone und im Bereich des Kontinentalklimas mit vier ausgeprägten Jahreszeiten. Die Sommer sind in der Regel warm und trocken, die Winter kalt und feucht.
|                       | Jan  | Feb  | Mär  | Apr | Mai  | Jun  | Jul  | Aug  | Sep  | Okt  | Nov  | Dez  |   |      |
| Mittl. Tagesmax. (°C) | 0,5  | 3,2  | 9,3  | 15  | 20,3 | 23,2 | 25,1 | 25,1 | 20,3 | 14,3 | 6,2  | 1,4  | ⌀ | 13,7 |
| Mittl. Tagesmin. (°C) | −5,6 | −3,9 | −0,4 | 4,2 | 8,9  | 11,8 | 13,4 | 13,1 | 9,2  | 4,5  | −0,2 | −3,9 | ⌀ | 4,3  |
|                       |      |      |      |     |      |      |      |      |      |      |      |      |   |      |
| Niederschlag (mm)     | 25   | 24   | 26   | 49  | 70   | 86   | 83   | 70   | 53   | 47   | 42   | 33   | Σ | 608  |
|                       |      |      |      |     |      |      |      |      |      |      |      |      |   |      |
| Regentage (d)         | 13   | 11   | 10   | 12  | 14   | 14   | 13   | 11   | 10   | 10   | 13   | 14   | Σ | 145  |

| −5,6 |

| −3,9 |

| −0,4 |

| 4,2 |

| 8,9 |

| 11,8 |

| 13,4 |

| 13,1 |

| 9,2 |

| 4,5 |

| −0,2 |

| −3,9 |

| −5,6 |

| −3,9 |

| −0,4 |

| 4,2 |

| 8,9 |

| 11,8 |

| 13,4 |

| 13,1 |

| 9,2 |

| 4,5 |

| −0,2 |

| −3,9 |

## Geschichte

### Entstehung

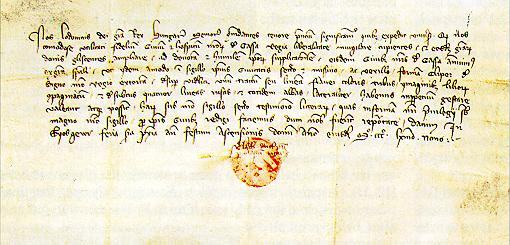
Wappenurkunde von 1369

Eine Besiedlung der späteren mittelalterlichen Stadt konnte noch nicht nachgewiesen werden, die Gegend ist jedoch ein alter Siedlungsraum (Jungsteinzeit, Bronzezeit). Die bedeutendsten Spuren befinden sich südlich des Stadtzentrums, vor allem im Stadtteil Barca, mit jungstein- und bronzezeitlichen Funden. Auch der Hügel Hradová war in der Jungbronzezeit besiedelt. Im 7. Jahrhundert siedelten Awaren, slawische Funde datieren ab dem 8. Jahrhundert. Fundplätze aus dieser Zeit sind unter anderen Barca und Šebastovce in den Stadtgrenzen sowie Valaliky-Všechsvätých und Seňa außerhalb des Stadtgebiets. Im 9. Jahrhundert war die Stadt Bestandteil des Neutraer Fürstentums und danach des Mährerreichs.
Gegen Ende des 11. Jahrhunderts wurde die Stadt in das Königreich Ungarn eingegliedert. Den Siedlungskern des heutigen Košice bildete eine slawische Siedlung in der heutigen Kováčska-Straße. In der Umgebung entstanden ebenfalls mehrere Siedlungen, wie zum Beispiel rund um das im 12. Jahrhundert gegründete Benediktinerkloster im heutigen Stadtteil Krásna. Parallel zur alten slawischen Siedlung, deren genauer Entstehungszeitpunkt unbekannt ist, gründeten deutsche Kolonisten am Anfang des 13. Jahrhunderts in der Nachbarschaft eine Handelssiedlung. Noch im 13. Jahrhundert verschmolzen die beiden Siedlungen, und die so entstandene slawisch-deutsche Siedlung erhielt um 1248 als eine der ersten Städte im Königreich ihre ersten Stadtrechte. Kurz zuvor, aus dem Jahre 1230 stammt die erste schriftliche Erwähnung der Stadt (als villa Cassa).

### Kaschau im Königreich Ungarn

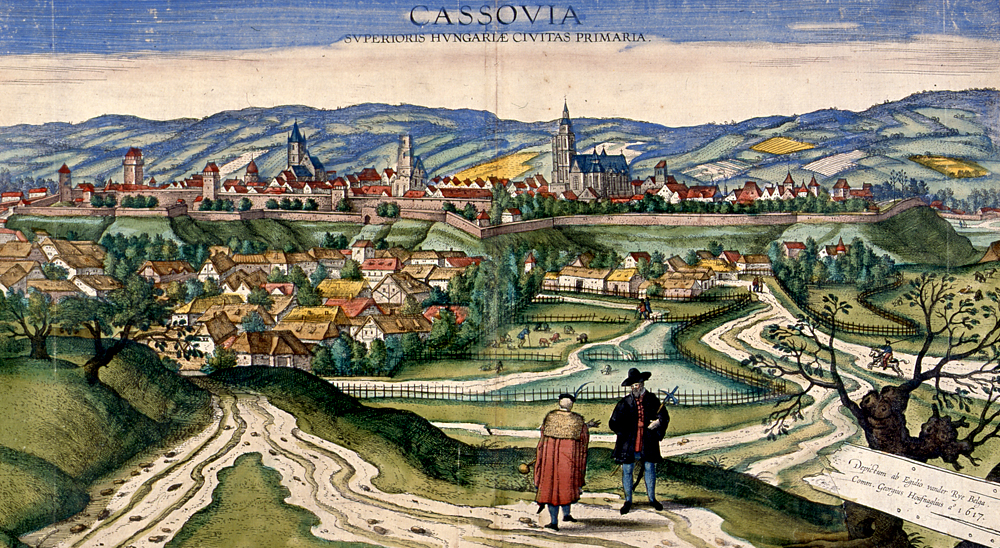
Cassovia – Superioris Hungariae Civitas Prima
Kaschau – die erste Stadt Oberungarns, Abbildung im Civitates Orbis Terrarum (1617)

In den nachfolgenden Jahrhunderten war Kaschau eine der bedeutendsten und größten Städte des Königreichs Ungarn. Durch seine Lage an einem Handelsweg nach Polen und verschiedene Privilegien blühte der Handel, und die Bedeutung wuchs. Die ersten Zunftregeln sind aus dem Jahr 1307 überliefert. Im frühen 14. Jahrhundert war die Stadt in mehreren Streiten mit dem Geschlecht Aba verwickelt, die nach der Krönung von Karl I. im Kontext des Kampfes gegen die Kleinkönigtümer zu verstehen sind. Nach dem königlichen Sieg gegen die Aba in der Schlacht von Rozhanovce im Jahr 1312, in deren Kaschauer Bürger zur Hilfe des Königs eingriffen, wurden als Belohnung der Stadt mehrere Rechte entlehnt. 1347 wurde Kaschau die zweite königliche freie Stadt im Königreich Ungarn nach der Hauptstadt Buda. 1369 erhielt die Stadt von König Ludwig dem Großen ihr Stadtwappen verliehen. Dabei handelte es sich um die erste landesfürstliche Verleihung eines Wappens an eine juristische Person in Europa. Bis dahin gab es dieses Privileg nur für natürliche Personen. Zu den Privilegien der Stadt gehörten unter anderem das Stapelrecht, verschiedene Befreiungen von Mautgebühren sowie fünf Jahrmärkte (bis zum Ende des Mittelalters). Besonders stark prägte der Handel die mittelalterliche Stadt und es bestanden intensive Beziehungen vor allem mit der polnischen Stadt Krakau. Im 14. und 15. Jahrhundert erreichte die Entfaltung der Stadt ihren Höhepunkt. Im 15. Jahrhundert spielte die Stadt eine wichtige Rolle in der Pentapolitana – einem Städtebund aus fünf Städten in der heutigen Ostslowakei – Košice, Prešov, Bardejov, Sabinov und Levoča. Mitte des 15. Jahrhunderts geriet sie unter die Herrschaft von Johann Giskra (Jan Jiskra). Sie blieb jedoch auch im 16. und 17. Jahrhundert eines der wichtigsten und größten Zentren.

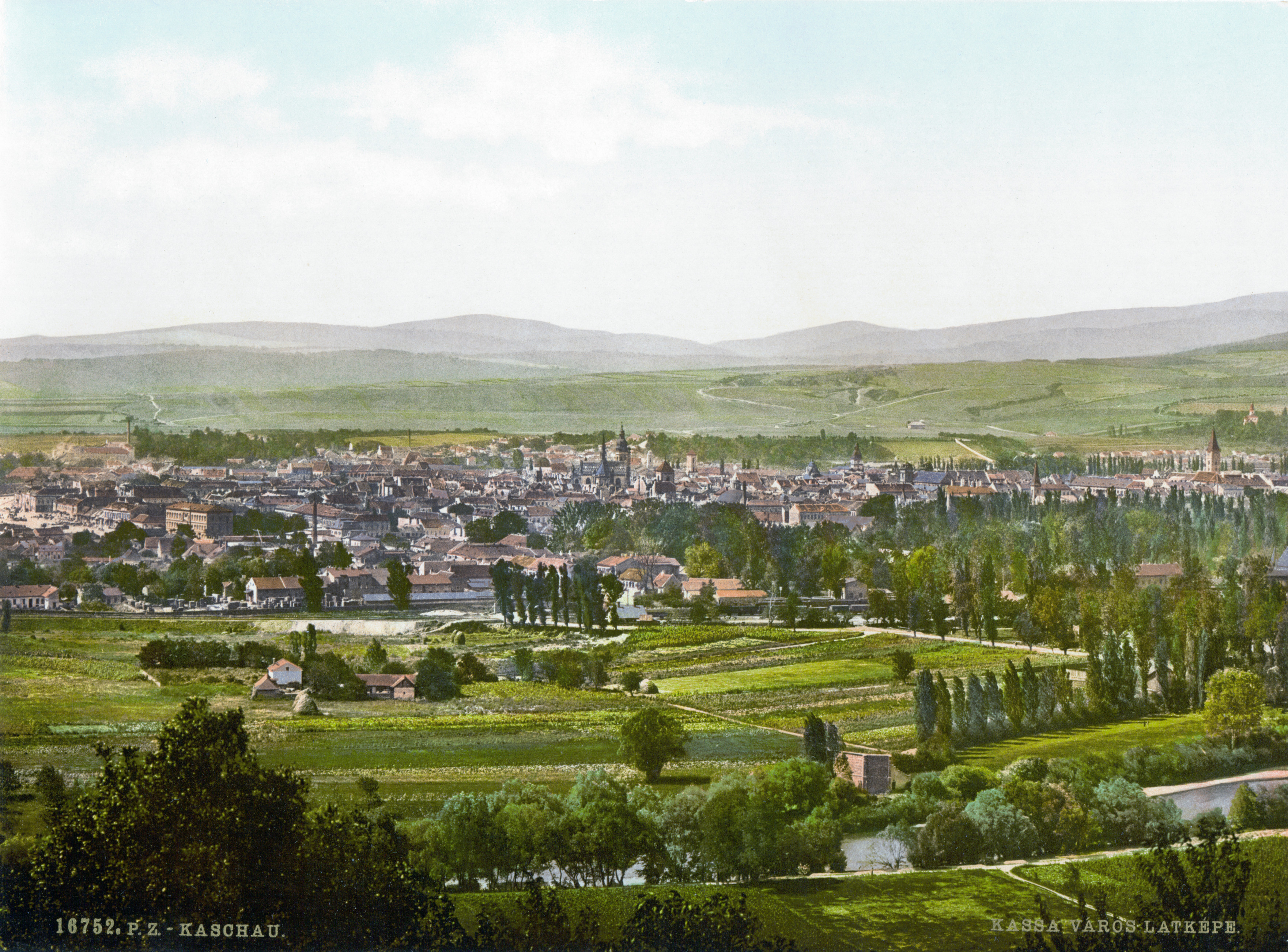
Kaschau um das Jahr 1900

Im 16. Jahrhundert wurde die Stadt von den Kriegen zwischen Ferdinand I. und Johann Zápolya in Mitleidenschaft gezogen. 1563 bis 1686 war die Stadt Sitz des „Kapitanats Oberungarn“ und 1567 bis 1848 Sitz der Zipser Kammer, einer Zweigstelle der obersten Finanzbehörde in Wien für Oberungarn. Im 17. und 18. Jahrhundert wurde die Stadt in Kämpfe zwischen den katholischen Habsburgern und den protestantisch gesinnten ungarischen Stände gezogen. Symptomatisch für diese Epoche sind der Streit um das Elisabeth-Dom und Übernahme des damals protestantisches Gotteshauses durch die Katholiken im Jahr 1604 sowie die Hinrichtung der drei katholischen Märtyrer von Kaschau im Jahr 1619. Kaschau wechselte mehrmals seine Zugehörigkeit, vom habsburgisch kontrollierten „Königlichen Ungarn“ zum Fürstentum Siebenbürgen, genauer zum Partium (nämlich in den Jahren 1604–1606, 1619–1629 und 1644–1648) und war Residenz von Franz II. Rákóczi (ungarisch Rákóczi Ferenc, slowakisch František Rákoci). Hier flammten auch die antihabsburgischen Aufstände am heftigsten auf. 1670 ließen die Habsburger eine Festung errichten. In den 1670er Jahren wurde Kaschau einige Male von Kuruzen belagert. 1682 wurde die Stadt von Imre Thököly erobert und zum Bestandteil des kurzlebigen Oberungarischen Fürstentums, das bis 1685 Bestand hatte. Die Festung wurde im Jahr 1713 zerstört. Im 17. Jahrhundert war Kaschau de facto Hauptstadt Oberungarns, was damals die Bezeichnung für die heutige Ostslowakei und Teile des heutigen Nordostungarns – und damit für die nördliche Hälfte des damaligen Ungarns – war. 1657 wurde hier im Zuge der Gegenreformation von Jesuiten die Kaschauer Universität (Universitas Cassoviensis) mit theologischen, philosophischen und philologischen Fakultäten gegründet und 1660 durch eine Goldene Bulle von Leopold I. bestätigt und mit Universitäten auf dem Gebiet des HRR gleichgestellt. Mit den später folgenden königlichen und Rechtsakademien bestand die Lehranstalt bis 1921.

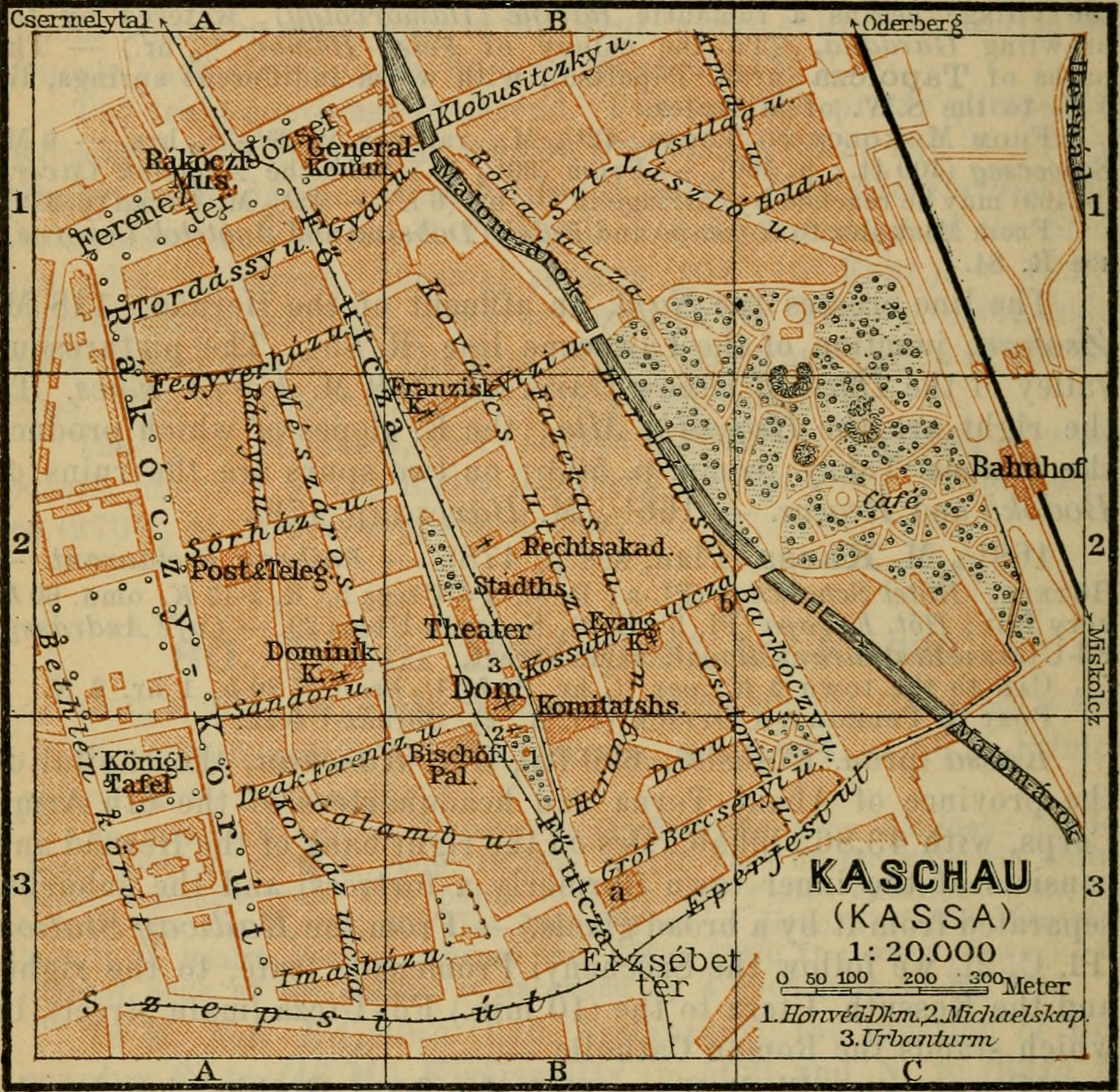
Stadtkarte von 1911

Am Anfang des 18. Jahrhunderts, als die Osmanen zurückgeschlagen und die Standesaufstände durch den Friede von Sathmar (1711) beendet wurden, schwand die Bedeutung der Stadt, da neue Handelswege an der Stadt vorbeiführten. Die reiche mittelalterliche Stadt entwickelte sich in der Folge zu einer landwirtschaftlich geprägten Provinzstadt. Die Stadtmauern wurden größtenteils im 18. Jahrhundert abgerissen. 1802 wurde ein Bistum gegründet. Die ersten Fabriken wurden in den 1840er Jahren errichtet. Das Umland der Stadt war Schauplatz mehreren Schlachten im Zuge der Revolutionen von 1848/49. Die ungarische Armee eroberte die Stadt am 15. Februar 1849, sie wurde jedoch von russischen Interventionstruppen am 24. Juni 1849 zurückgeschlagen. Die erste Bahnlinie wurde 1860 von Miskolc aus gebaut, in den 1870er Jahren folgten die Linien nach Tschop, Prešov und Žilina. Insbesondere nach dem Ausgleich von 1867 unterstützte man das kulturelle Leben, wie zum Beispiel 1872 mit der Gründung des Oberungarischen Museums (heute Ostslowakisches Museum) oder 1899 mit der Eröffnung des Nationaltheaters. 1891 wurde das erste Teilstück der (anfangs Pferde-)Straßenbahn eröffnet, womit Kaschau als die erste Stadt in der heutigen Slowakei ein ÖPNV-Netz erhielt. Bis zum Ende des Königreichs Ungarn war die Stadt Sitz des Komitats Abaúj-Torna (bis 1882 des Komitats Abaúj) und stand ab 1876 zusätzlich im Rang eines Stadtkreises und war somit rechtlich vom Komitat getrennt.

### Weltkriege
Die Stadt wurde von den Kriegsereignissen des Ersten Weltkriegs nicht direkt betroffen, einzig im Winter 1914/15 ereignete sich nordöstlich der Stadt auf dem Karpatenhauptkamm die Winterschlacht in den Karpaten. Nach dem Zerfall Österreich-Ungarns wurde in Kaschau am 11. Dezember 1918 die durch Ungarn unterstützte Ostslowakische Republik ausgerufen, bevor die Stadt am 29. Dezember 1918 durch die Tschechoslowakischen Legionen eingenommen wurde. Im Sommer 1919 war Kaschau kurze Zeit Sitz der Slowakischen Räterepublik, eines ungarischen Marionettenstaats. Die tschechoslowakische Herrschaft wurde durch den Vertrag von Trianon bestätigt. In der Tschechoslowakei wurde die Stadt zum Zentrum der Ostslowakei und ab 1923 neben Bratislava die einzige weitere slowakische Stadt mit einem Magistrat (sozusagen eine Statutarstadt). 1935 wurden bei Ausgrabungsarbeiten im ehemaligen Gebäude der Zipser Kammer 2920 Goldmünzen, drei Medaillen und eine Goldkette gefunden, der Fund erhielt den Namen Goldschatz von Košice. Nach dem Ersten Wiener Schiedsspruch gehörte Kaschau von 1938 bis 1945 wiederum zu Ungarn.
Bei der Vernichtung der Juden aus Ungarn war der Bahnhof Grenzstation. Von hier stammen wichtige Informationen über die Zahl der Opfer des Holocaust in Ungarn. Die ersten zwei Transporte aus Ungarn fuhren Ende April 1944 auf dem Weg nach Auschwitz hier durch. Nach zwei Wochen Pause kamen die Züge regelmäßig, zwei bis sechs täglich. Dadurch verfügt die Nachwelt über ein Verzeichnis der Züge, die die Grenzstation passierten, und daher weiß man, wie viele deportierte Juden sich in jedem Zug befanden. So wurden z. B. am 16. Mai in fünf Transporten ca. 17.000 Personen nach Auschwitz deportiert, am 25. Mai waren es in fünf Transporten fast 16.000 Personen.

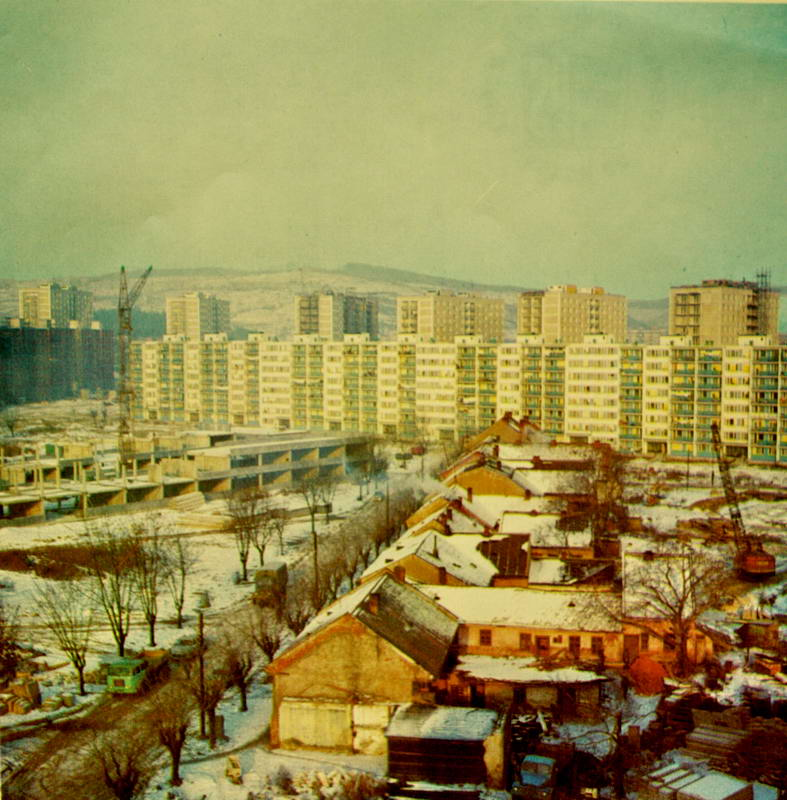
Eine Plattenbausiedlung im Stadtteil Staré Mesto im Jahr 1971

Während der ungarischen Herrschaft im Zweiten Weltkrieg wurde die Stadt am 26. Juni 1941 durch eine bis heute unbekannte Macht bombardiert. Daraufhin erklärte die ungarische Regierung der Sowjetunion den Krieg. 1945 wurde die Stadt von der Roten Armee erobert und fungierte bis zum Prager Aufstand im Mai 1945 als provisorische Hauptstadt der Tschechoslowakei. Hier verabschiedete die Regierung am 5. April 1945 das Kaschauer Programm.

### Nachkriegszeit
Nach dem kommunistischen Februarumsturz 1948 begann eine massive Industrialisierung der Stadt, hierzu zählen die Ostslowakischen Eisenwerke (heute U. S. Steel Košice), die Ostslowakischen Maschinenbauwerke (Východoslovenské strojárne) und eine Niederlassung der Slowakischen Magnesitwerke (heute eingestellt). Durch den massenhaften Bau von Wohnplattenbauten wuchs die Stadt schnell und war die fünftgrößte der Tschechoslowakei. Im Rahmen des Stadtausbaus wurde das Stadtgebiet zweimal vergrößert: zum ersten Mal 1968 durch Eingemeindungen von Barca, Košická Nová Ves, Myslava, Poľov, Šaca, Ťahanovce und Vyšné Opátske, zum zweiten Mal 1976 durch Eingliederung von Kavečany, Krásna nad Hornádom, Lorinčík und Šebastovce. Seit 1968 stand die Stadt erneut im Rang eines Bezirks, getrennt vom Umland (Okres Košice-okolie, damals Košice-vidiek). Von 1960 bis 1990 war Košice Sitz einer der drei slowakischen Landschaftsverbände, den Východoslovenský kraj.
Nach der Aufteilung der Tschechoslowakei wurde Košice 1993 zum Bestandteil der neu entstandenen Slowakei und deren zweitgrößte Stadt sowie Sitz des Verfassungsgerichts. Der extensive Ausbau von Plattenbauten wurde in den 1990er Jahren beendet.
2017 wurde Košice der Ehrentitel „Reformationsstadt Europas“ durch die Gemeinschaft Evangelischer Kirchen in Europa verliehen.

### Stadtname
Der Stadtname stammt vom Personennamen Koša, die ursprüngliche Namensform Košici bezieht sich auf den Grundstücksbesitzer Koša und bedeutet so viel wie „Leute von Koša“ oder auch „Nachfahren von Koša“. Das patronymische Suffix -ice erscheint zum ersten Mal im späten 14. Jahrhundert (1383 Cosszicze). Eine andere Möglichkeit leitet den Namen vom Wort koša (etwa „Waldlichtung“ oder eher „Rodung“ wie Roth oder Reuth, verwandt mit dem Verb kosiť „mähen“) ab.
Der ursprünglich slawische Ortsname wurde durch phonetische Anpassung (o → a) im Ungarischen als Kassa wiedergegeben. Vom ungarischen Namen wurde auch der deutsche Name, zum ersten Mal 1307 in der Form Casscha erwähnt, abgeleitet und über mehrere Schritte (1394 Cassow, 1411 Cassaw) in die Namensform Kaschau angepasst. Mit dem Aufkommen des Humanismus und der Renaissance taucht vermehrt die latinisierte Form Cassovia sowie das Adjektiv Cassoviensis auf. Aus der Zeit der Türkenkriege ist türkisch Kaşa überliefert. Der ungarische Familienname Kassai bezieht sich auf den Namen der Stadt.

## Bevölkerung

### Historische
| Jahr | Einwohner | Jahr | Einwohner |
| ---- | --------- | ---- | --------- |
| 1480 | 10.000    | 1942 | 67.000    |
| 1800 | 6.000     | 1950 | 60.700    |
| 1820 | 8.700     | 1961 | 79.400    |
| 1846 | 13.700    | 1970 | 142.200   |
| 1869 | 21.700    | 1980 | 202.400   |
| 1890 | 28.900    | 1991 | 235.160   |
| 1910 | 44.200    | 2001 | 236.091   |
| 1921 | 52.900    | 2013 | 240.000   |
| 1930 | 58.100    |      |           |

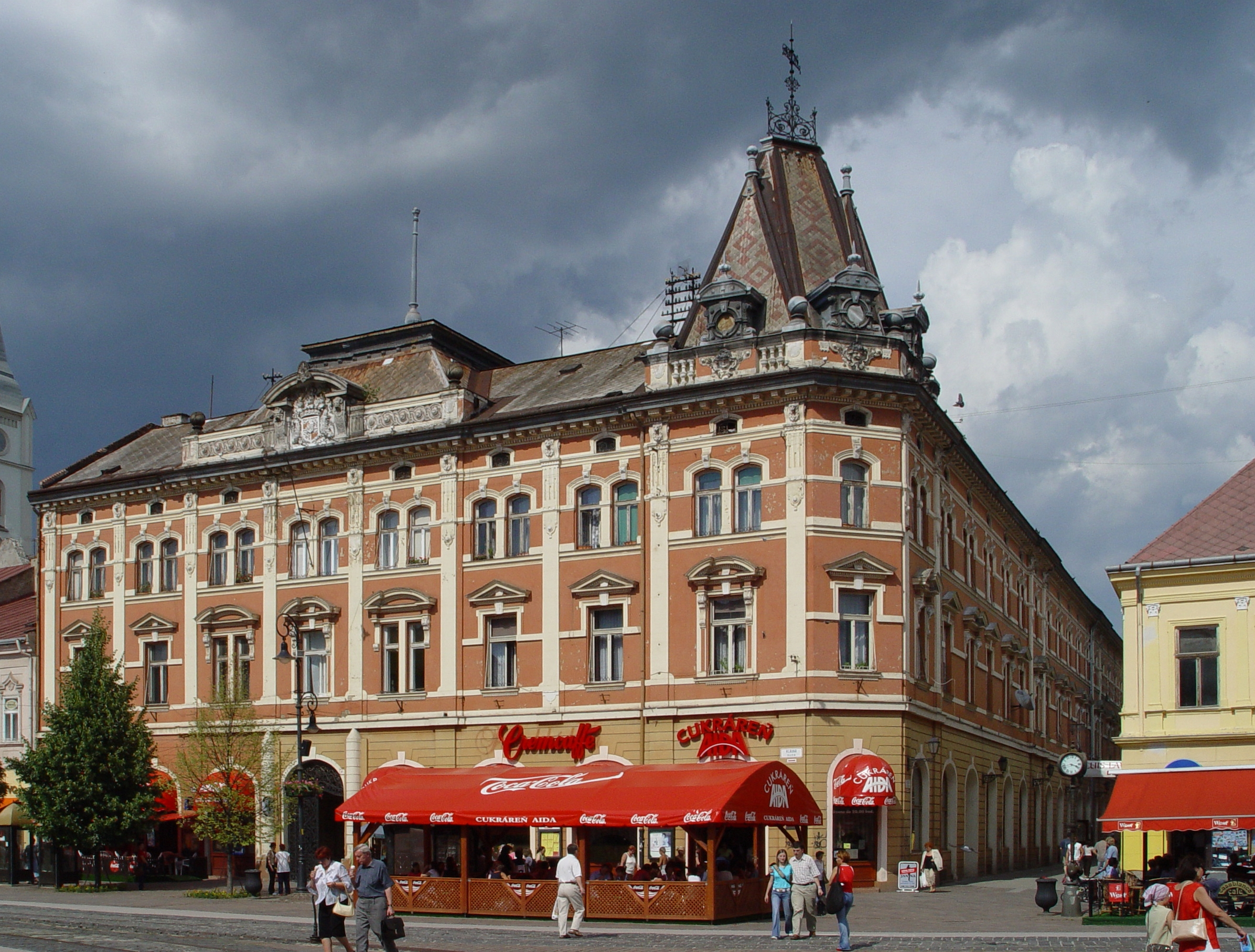
Andrassy-Haus

Im Folgenden werden jeweils nur offizielle (bis 1918 ungarische, dann tschechoslowakische, 2001 slowakische) Volkszählungsergebnisse verwendet.
Eine größere und dauerhafte ungarische Besiedlung erhielt die ursprünglich slowakisch-deutsche Stadt erst am Anfang des 16. Jahrhunderts, als das heutige Ungarn von den Türken besetzt war und zahlreiche Ungarn in den Norden flüchteten. Den Zuzug der ungarischen Bevölkerung förderte auch die vorübergehende Besetzung der Stadt durch Johann Zápolya, der im Zuge der Thronkämpfe die deutsche Bevölkerung, die den Gegenkönig Ferdinand von Habsburg unterstützte, aus der Stadt verjagte und durch eine ungarische Bevölkerung ersetzte.
Obwohl der Anteil der ungarischen Bevölkerung in den nachfolgenden Jahrhunderten sukzessive anstieg, lag bis in die zweite Hälfte des 19. Jahrhunderts der Anteil der Ungarn unter dem Anteil der Slowaken. Weitere wichtige Volksgruppen waren Deutsche und Juden.
Von 1784 bis zum Beginn des 19. Jahrhunderts halbierte sich die Zahl der Einwohner von 12.000 auf 6.000.
In seiner Landesbeschreibung von 1851 bezeichnete der ungarische Statistiker, Ökonom und Geograph Fényes Elek die Stadt als eine der schönsten des Königreich Ungarns. Laut ihm hatte die Stadt damals 13.034 Einwohner. Die größten Volksgruppen stellten die 4738 Slowaken, 2904 Ungarn, 2592 Deutsche und 729 Juden. Der Deutsche Wilhelm Richter, der Ungarn nur wenige Jahre zuvor bereist hatte, beschrieb Kaschau noch als eine Stadt, in der zumeist „Slawen und Deutsche, weniger Magyaren“ lebten.
Im Zuge des Zeitalters der Nationalstaaten verfolgte das Königreich Ungarn auch in Košice eine zunehmend nationalistische Politik. Nach dem österreichisch-ungarischen Ausgleich von 1867 wurde die gezielte Magyarisierung intensiviert und innerhalb von 20 Jahren (1880–1900) stieg nach offiziellen Angaben der Anteil der ungarischen Bevölkerung der Stadt von 41 % auf 67 % an, während der Anteil der Deutschen und Slowaken deutlich sank. Somit ist Košice (so wie auch andere Städte der südlichen Slowakei) erst nach 1880 zu einer überwiegend ungarischen Stadt geworden.
Nach der Gründung der Tschechoslowakei 1918 nahm der Anteil der Slowaken sukzessive wieder zu, weil viele Ungarn die Stadt verlassen mussten, ungarische Beamte und Lehrer durch tschechische (später slowakische) ersetzt wurden und viele Slowaken in die nunmehr größte Stadt im gesamten östlichen Teil der Tschechoslowakei zuwanderten. Nach dem Ersten Wiener Schiedsspruch gehörte Kaschau von November 1938 bis 1945 nochmals zu Ungarn, wobei in dieser Zeit 30.000 Slowaken und Tschechen die Stadt verlassen mussten. Nach 1945 mussten wiederum mehrere Tausend Ungarn die Stadt verlassen, und aus der benachbarten eher armen Umgebung strömten zahlreiche Slowaken in die Stadt. Bei der letzten Volkszählung im Jahr 2011 gaben nur noch 2,6 % der Bevölkerung an, Ungarn zu sein.
Die Bevölkerungsentwicklung in den letzten 150 Jahren:
- 1850: 36,4 % Slowaken, 22,3 % Ungarn, 19,9 % Deutsche, 5,6 % Juden[21]
- 1880: 42 % Slowaken, 41 % Ungarn, 17 % Deutsche
- 1900: 23 % Slowaken, 67 % Ungarn, 9 % Deutsche
- 1910: ? % Slowaken, 75,4 % Ungarn, ? % Deutsche
- 1930: 60,2 % Slowaken/Tschechen, 16,4 % Ungarn, 4,7 % Deutsche, 8,1 % Juden
- 1950: 95 % Slowaken/Tschechen, ? % Ungarn, ? % Deutsche, 0 % Juden
- 1970: 95 % Slowaken/Tschechen, 3,9 % Ungarn, ? % Deutsche

### Modern
| Jahr                | 1994    | 2004    | 2014    | 2024    |
| ------------------- | ------- | ------- | ------- | ------- |
| Anzahl der Personen | 239.927 | 235.006 | 239.464 | 223.678 |
| Unterschied         |         | −2,05 % | +1,89 % | −6,59 % |

| Jahr                | 2023    | 2024    |
| ------------------- | ------- | ------- |
| Anzahl der Personen | 225.044 | 223.678 |
| Unterschied         |         | −0,60 % |

Laut der Volkszählung 2011 hatte die Stadt 240.433 Einwohner (Volkszählung 2001: 236.091). Die durchschnittliche Bevölkerungsdichte betrug 1.014,3 Einw./km². Der bevölkerungsreichste der fünf Bezirke ist Košice II mit 82.676 Einwohnern (2001: 79.850), gefolgt von Košice I mit 68.467 (2001: 68.262), Košice IV mit 59.242 (2001: 57.236) und Košice III mit 30.048 (2001: 30.745). Die größte Ethnie sind die Slowaken mit 177.581 Einwohnern (73,86 %, 2001: 210.340), gefolgt von Magyaren mit 6.379 (2,65 %, 2001: 8.940), Roma mit 4.892 (2,03 %, 2001: 5.055), Russinen mit 1.643 (0,68 %, 2001: 1.279) und Tschechen mit 1.293 (0,54 %, 2001: 2.803). Weitere ethnische Gruppen sind Ukrainer (758 Einw., 2001: 1.077 Einw.) und Deutsche (308 Einw., 2001: 398 Einw.). Bei 45.922 Einwohnern (19,10 %, 2001: 4.936) konnte die Ethnie nicht festgestellt werden.
Im Jahr 2011 waren 108.278 Einwohner (45,03 %, 2001: 137.642) Römisch-Katholiken, 14.732 (6,13 %, 2001: 17.831) Griechisch-Katholiken, 7.418 (3,09 %, 2001: 9.301) Lutheraner, 4.881 (2,03 %, 2001: 6.286) Calvinisten, 2.984 (1,24 %, 2001: 3.412) Orthodoxe, 1.336 Apostolen (2001: 700) und 782 (2001: 1.276) Zeugen Jehovas; 1.196 Einwohner waren anderer, nicht in Statistiken geführten Konfession (2001: 515). 39.909 Einwohner (16,60 %, 2001: 45.683) bezeichneten sich als Atheisten, und bei 57.127 Einwohnern (23,76 %, 2001: 11.533) konnte die Religionszugehörigkeit nicht festgestellt werden.

## Stadtbild und Architektur

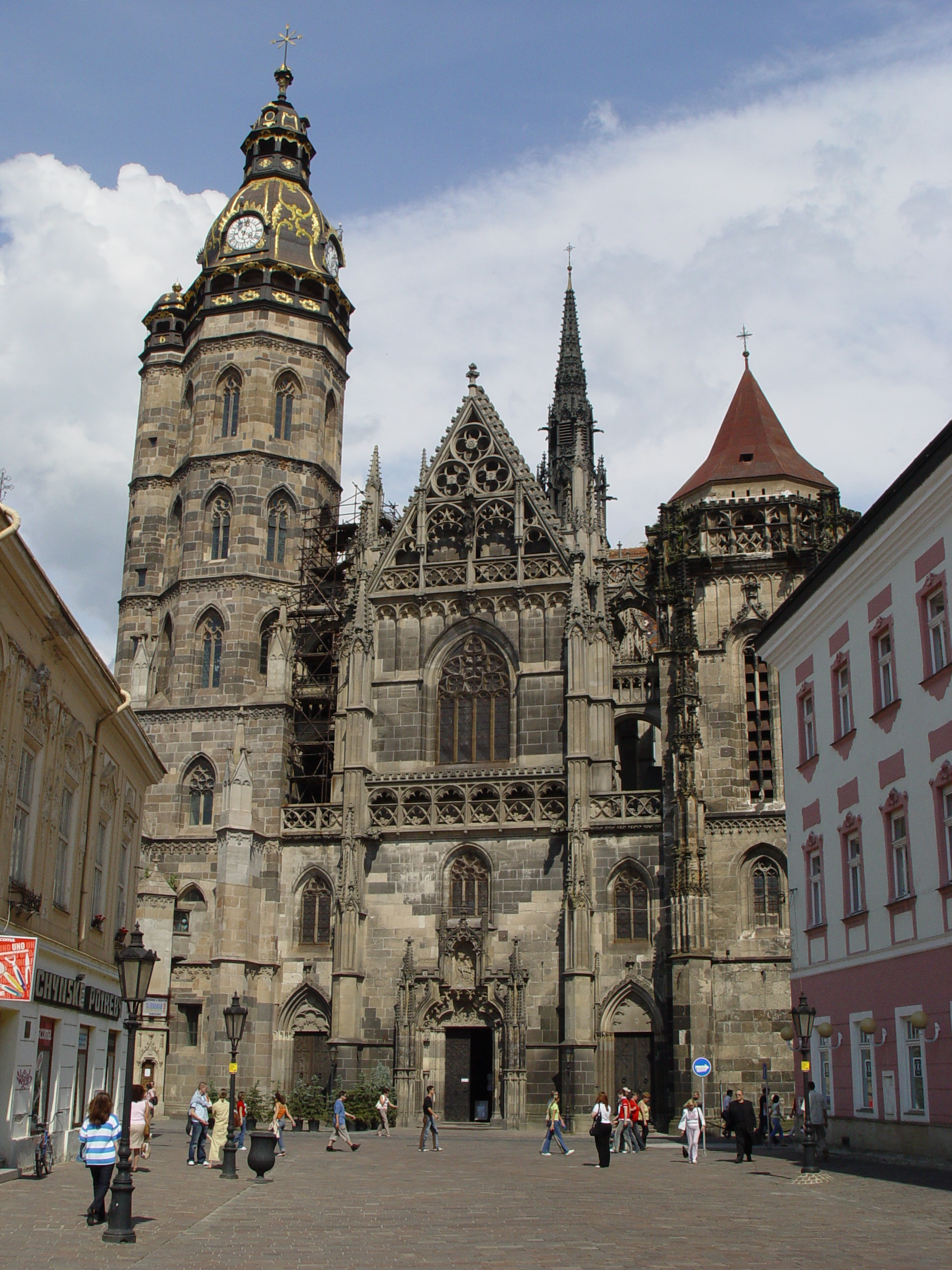
Blick auf den Elisabeth-Dom

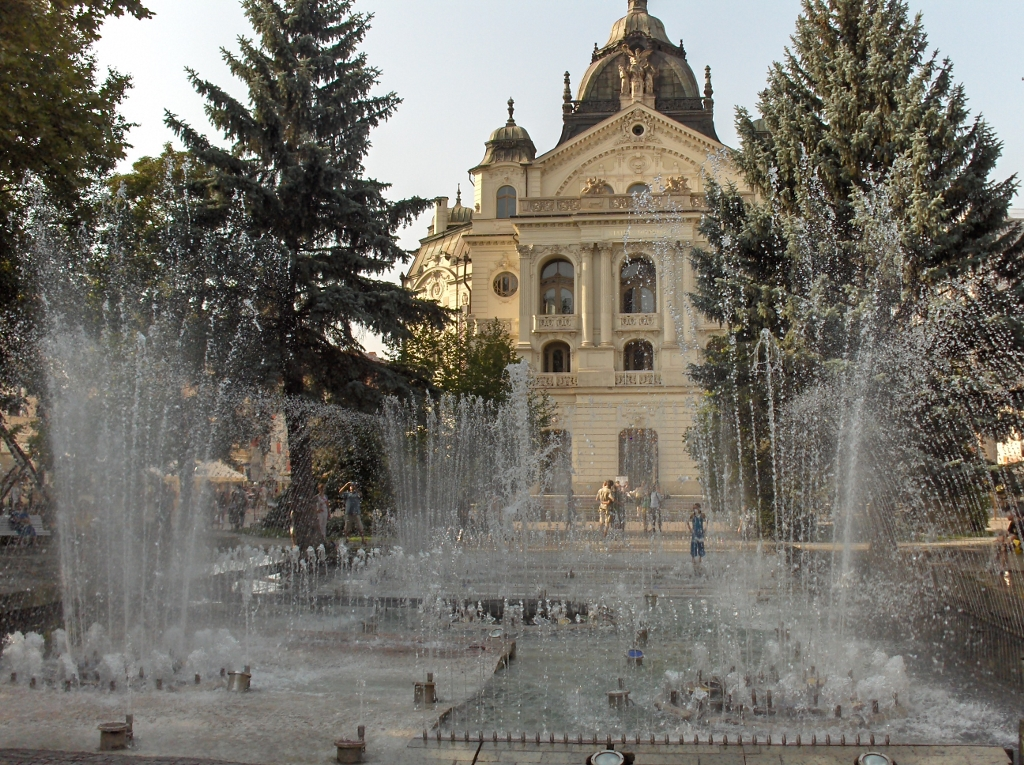
Musikbrunnen am Nationaltheater

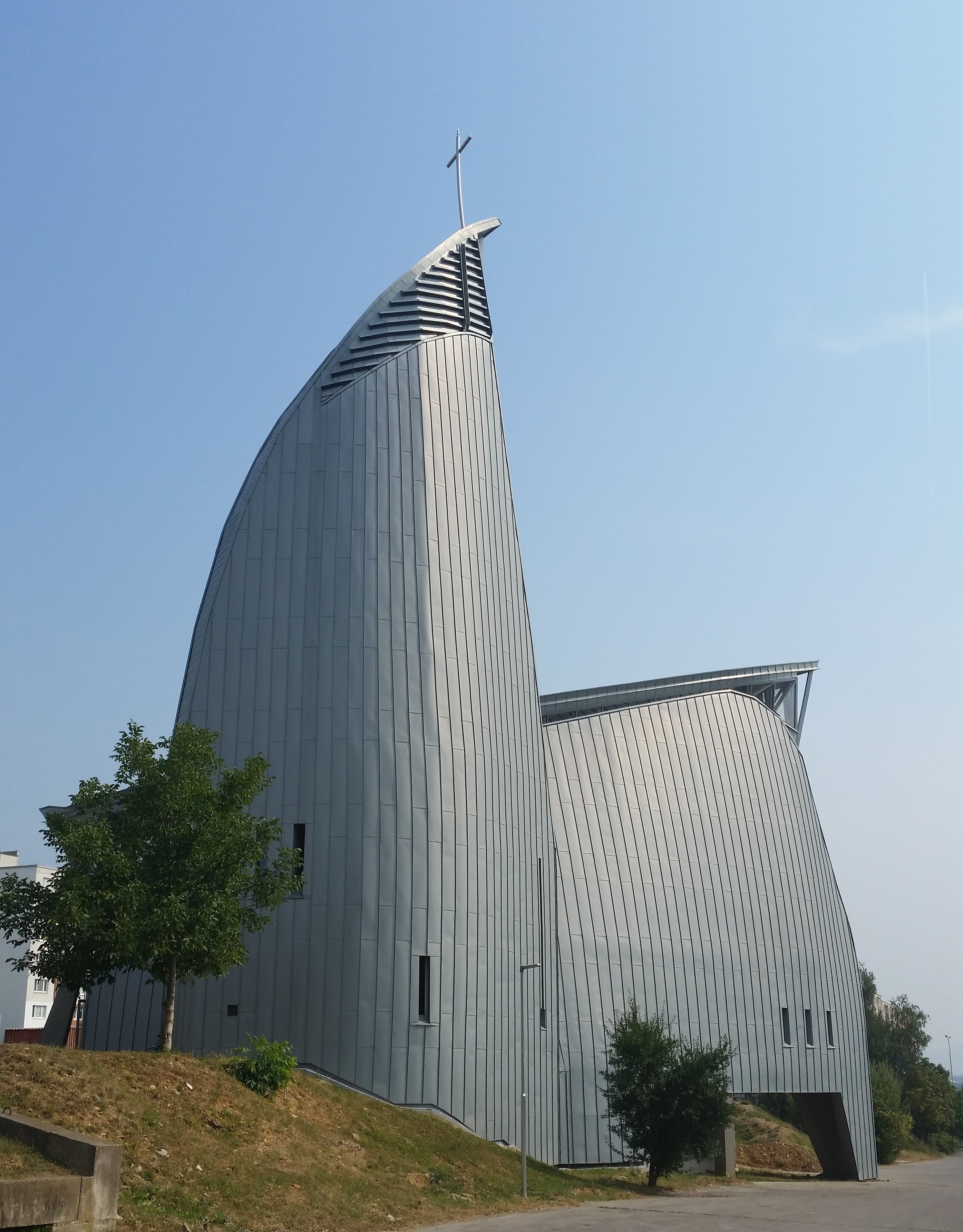
Kirche der Barmherzigkeit Gottes

Das Stadtzentrum und die meisten historischen Gebäude sind an oder um in unmittelbarer Umgebung Hauptstraße (Hlavná ulica) gelegen. In der Stadt befindet sich das größte denkmalgeschützte Stadtgebiet der Slowakei.
Die Dominante der Stadt ist der Elisabethdom (Dóm svätej Alžbety), die größte Kirche der Slowakei. Der von ca. 1380 bis 1508 in mehreren Etappen errichtete fünfschiffige Sakralbau stellt einen Höhepunkt der gotischen Architektur dar. 1877–1896 wurde die Kirche im puristischen Stil restauriert und saniert. 1906 wurden hier die sterblichen Überreste des ungarischen Freiheitskämpfers Franz II. Rákóczi in einer dafür angelegten Krypta beigesetzt. Seit 1995 ist der Dom die Kathedralkirche des Erzbistums Košice. Gleich nebenan des Doms steht die Michaelskirche, die als Grabkapelle des Doms diente, sowie der als Glockenturm erbaute Urban-Turm. Das gesamte Ensemble wurde 1970 zum nationalen Kulturdenkmal erklärt. Gleich nördlich des Doms steht das neobarocke Gebäude des Nationaltheaters Košice, das von 1899 stammt und ist ein Werk des Siebenbürgener Architekten Adolf Láng, der vor allem in Ungarn, aber auch in den Niederlanden tätig war.
Die fast gesamte Länge der Hauptstraße ist durch Bürgerhäuser und prachtvolle Palais gesäumt. Hierzu zählen das spätgotische Leutschauer Haus (Levočský dom) aus dem 15. Jahrhundert, das Gebäude des Alten Rathauses (Stará radnica) im barock-klassizistischen Stil aus den Jahren 1779–1780, das Komitatshaus (Župný dom), ebenfalls im barock-klassizistischen Stil geziert sowie das Café Slávia im Secessionsstil. Auf der Ostseite der Straße stehen die Antoniuskirche (auch Franziskaner- oder Seminarkirche genannt), ursprünglich ein gotischer Bau aus dem 14. Jahrhundert und 1718–1724 barockisiert sowie die Dreifaltigkeitskirche (auch Prämonstratenserkirche, früher Jesuitenkirche) mit angeschlossenem Kloster, die zeitweise auch als Universitätskirche der historischen Kaschauer Universität diente. Aus den Palais’ an der Hauptstraße sind das Erzbischöfliche Palais im rokoko-klassizistischen Stil, Sitz des Bistums und des heutigen Erzbistums Košice, weiter das empirische Forgách-Palais (auch Pongrácz-Forgách-Palais), heute Sitz der Staatlichen wissenschaftlichen Bibliothek Košice, das barocke Hadik-Barkóczy-Palais, das klassizistische Dessewffy-Palais und das neobarocke Andrássy-Palais, zu nennen. Nördlich des Nationaltheaters steht eine Figurengruppe der Immaculata aus den Jahren 1720–1723. Die Hauptstraße ist durch drei Parks mit je einer Fontäne verziert, eine davon wurde 1986 als Musikbrunnen nachgerüstet.
Westlich der Hauptstraße stehen unter anderem die Dominikanerkirche, die als ältester bis heute stehender Sakralbau 1290 im frühgotischen Stil gebaut wurde, die Ursulinenkirche sowie die griechisch-katholische Kirche Geburt der Muttergottes im neoromanischen Stil aus den Jahren 1882–1886, heute Kathedralkirche der Eparchie Košice. Östlich der Hauptstraße befinden sich unter anderem Reste der ehemaligen Stadtbefestigung, die Henkersbastei und Mühlbastei, unweit davon steht der gotische Mikluskerker sowie die calvinistische Kirche. Weiter sind die evangelische Kirche im klassizistischen Stil an der Straße Mlynská aus den Jahren 1804–1816, Synagogen an den Straßen Zvonárska und Puškinova und das neogotische Jakabspalais zu erwähnen. Auf dem Weg zum Bahnhof gibt es einen Stadtpark zwischen der Straße Štefániková und der Eisenbahn.
Im Stadtteil Kavečany nördlich des Stadtzentrums erstreckt sich der Zoo Košice. Aus der gegenwärtigen Architektur sollte man zunächst die Kirche der Barmherzigkeit Gottes, oder die Bibliothek der Technischen Universität erwähnen.
Siehe auch:
- Denkmalgeschützte Objekte im Okres Košice I
- Denkmalgeschützte Objekte im Okres Košice II
- Denkmalgeschützte Objekte im Okres Košice III
- Denkmalgeschützte Objekte im Okres Košice IV

## Kultur

### Darstellende Kunst

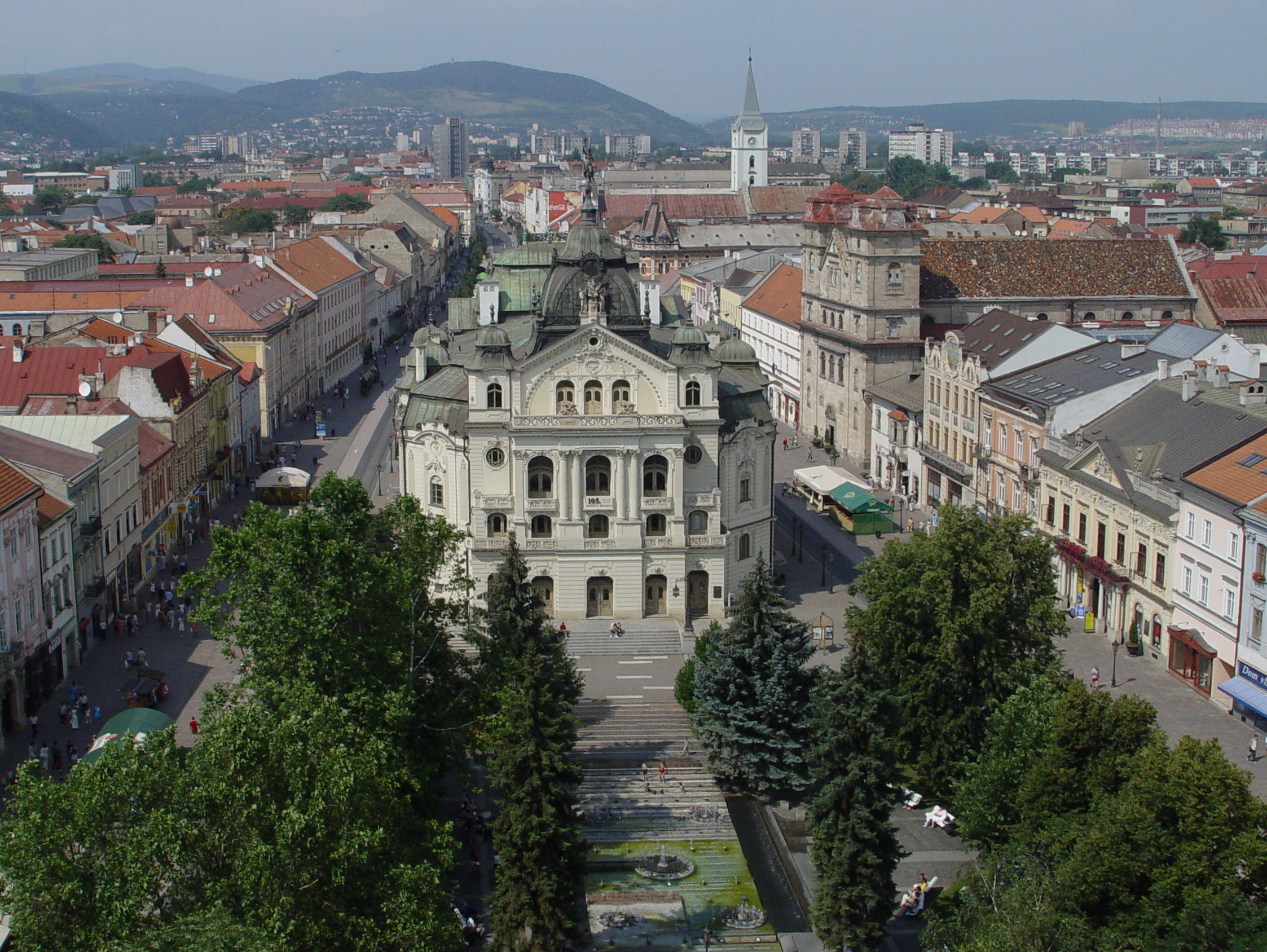
Das Nationaltheater Košice

Es gibt einige Theater in Košice. Das Nationaltheater Košice (Národné divadlo Košice) wurde im Jahr 1945 gegründet, damals noch als Ostslowakisches Nationaltheater. Es besteht aus drei Ensembles: Drama, Oper und Ballet. Die Oper von Kosice wird auch international wahrgenommen:
Andere Theater sind das Marionettentheater (Bábkové divadlo) und das Altstadt-Theater (Staromestské divadlo). Aufgrund der Präsenz der ungarischen Roma-Minderheiten haben auch das ungarische Thália und das erste professionell betriebene Romatheater (Theater Romathan) hier seinen Sitz. Von überregionaler Bedeutung ist auch die Staatliche Slowakische Philharmonie Košice (Štátna filharmónia Košice, SFK) mit Sitz im Haus der Künste (Dom umenia), welches sich durch eine herausragende Akustik auszeichnet. Konzertreisen haben das Orchester in viele Länder der Welt geführt, Chefdirigent ist der aus Tschechien stammende Zbyněk Müller.
Neben slowakischsprachigen Bühnen gibt es dort auch ein Theater in Romani, der Sprache der Roma, und Aufführungen in der Sprache der ungarischen Minderheit.

### Museen, Galerien
Das Ostslowakische Museum (Východoslovenské múzeum) ist das älteste Museum der Stadt, es wurde im Jahr 1872 als Oberungarisches Museum (Felsőmagyarországi Múzeum) gegründet. Es umfasst neun Expositionen in der Stadt, einschließlich der Geschichte der Stadt auch das Denkmal von Franz II. Rákóczi. Das im Jahr 1947 gegründete Slowakische Technische Museum (Slovenské technické múzeum) umfasst ein Planetarium und ist das einzige Museum in der Slowakei, das sich mit der Geschichte der Wissenschaft und Technologie befasst. Das Luftfahrtmuseum Košice ist auch eine Tochteranstalt des Technischen Museums und präsentiert einen Querschnitt durch die Fluggeschichte. Die Ostslowakische Galerie wurde 1951 als die erste regionale Galerie gegründet und ist auf die Kunst der heutigen Ostslowakei spezialisiert. Das Vojtech Löffler Museum repräsentiert die Werke des Bildhauers Vojtech Löffler. Das Sándor Márai Museum befindet sich im einstigen Wohnhaus der Familie Grosschmid und zeichnet den Lebensweg des Schriftstellers Sándor Márai nach. Die Mihal gallery ist eine kleinere Galerie, die sich in einem Hotel befindet und die in ihrer Sammlung Originalwerke von Andy Warhol besitzt.
Im Jahr 2013 wurde der Stadt Košice der Titel Kulturhauptstadt Europas verliehen, und bei dieser Gelegenheit wurden die alten Kasernen zu einem neuen Kulturzentrum umgebaut. Unter dem Namen Kasárne/Kulturpark dient es auch mit der neuen Kunsthalle der Präsentation zeitgenössischer Kunst. Im Mai 2015 wurde in der ehemaligen Tabakfabrik ein neues, unabhängiges Kulturzentrum eröffnet – die Tabačka Kulturfabrik.

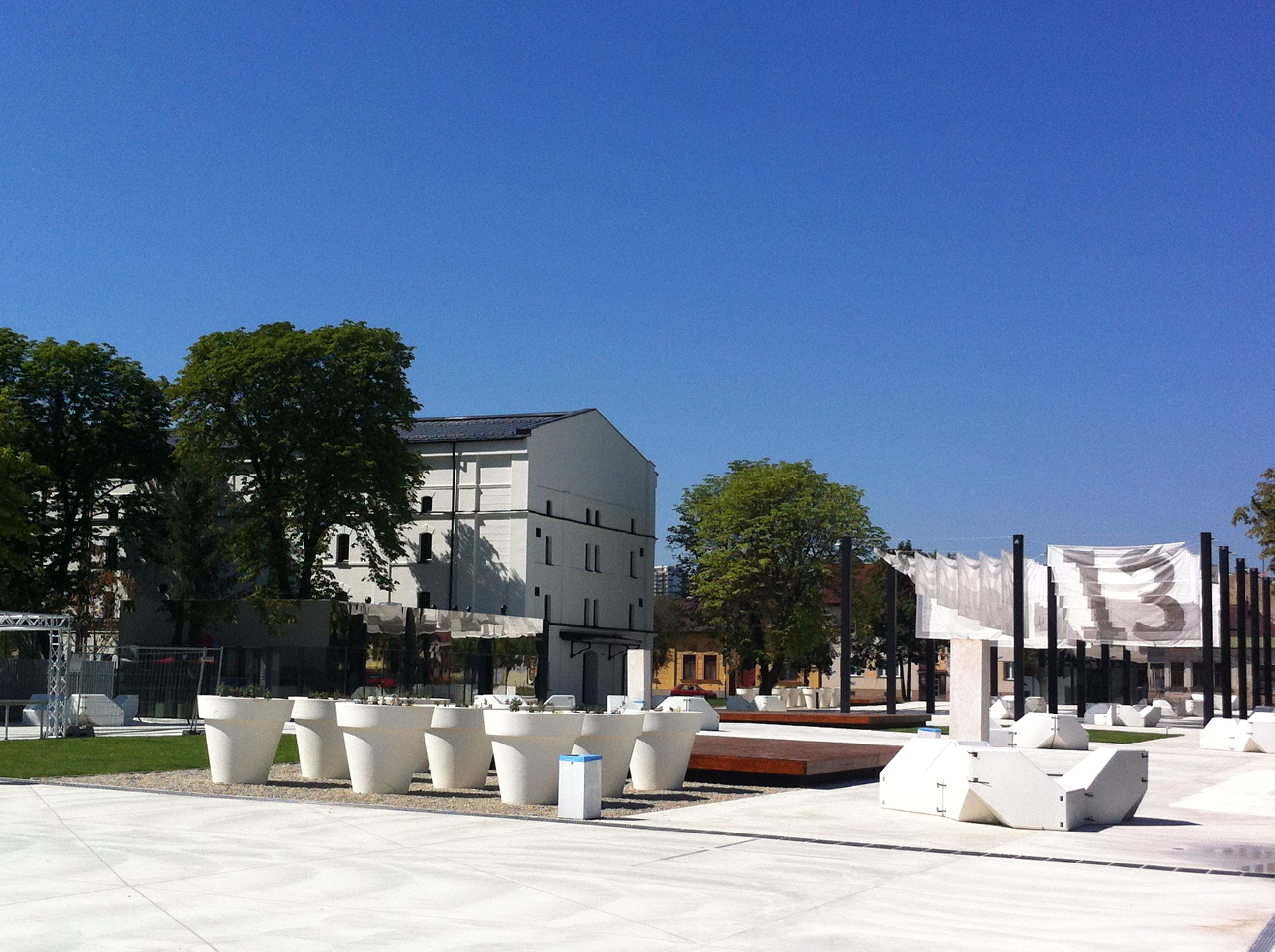
Kasárne/Kulturpark
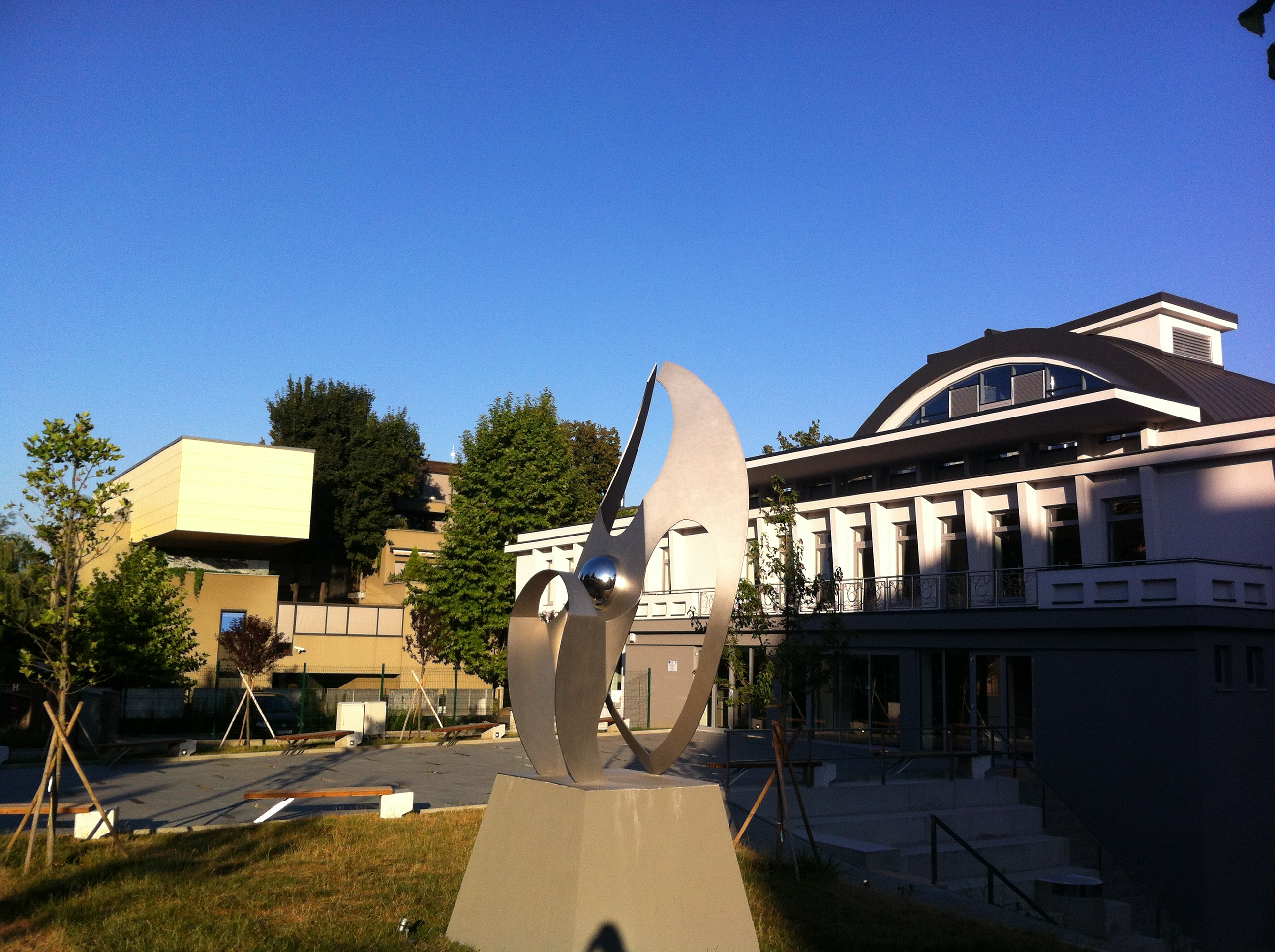
Hala umenia / Kunsthalle Košice
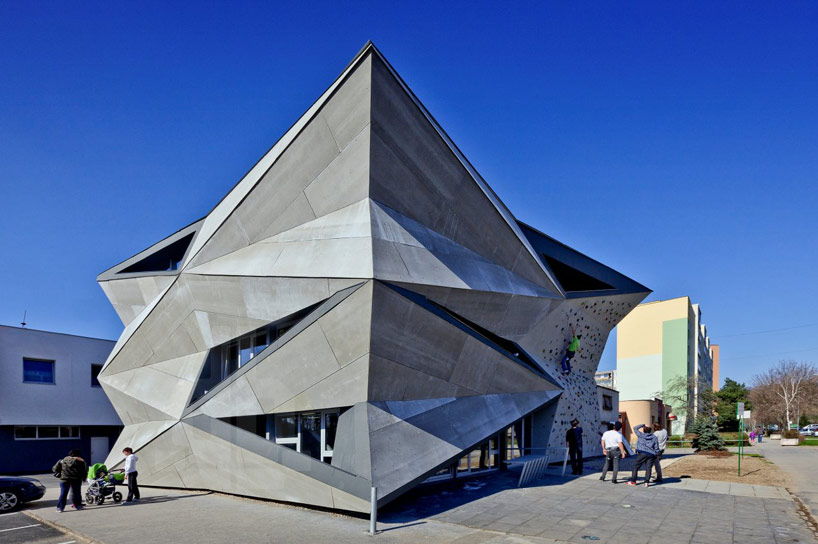
SPOT Važecká
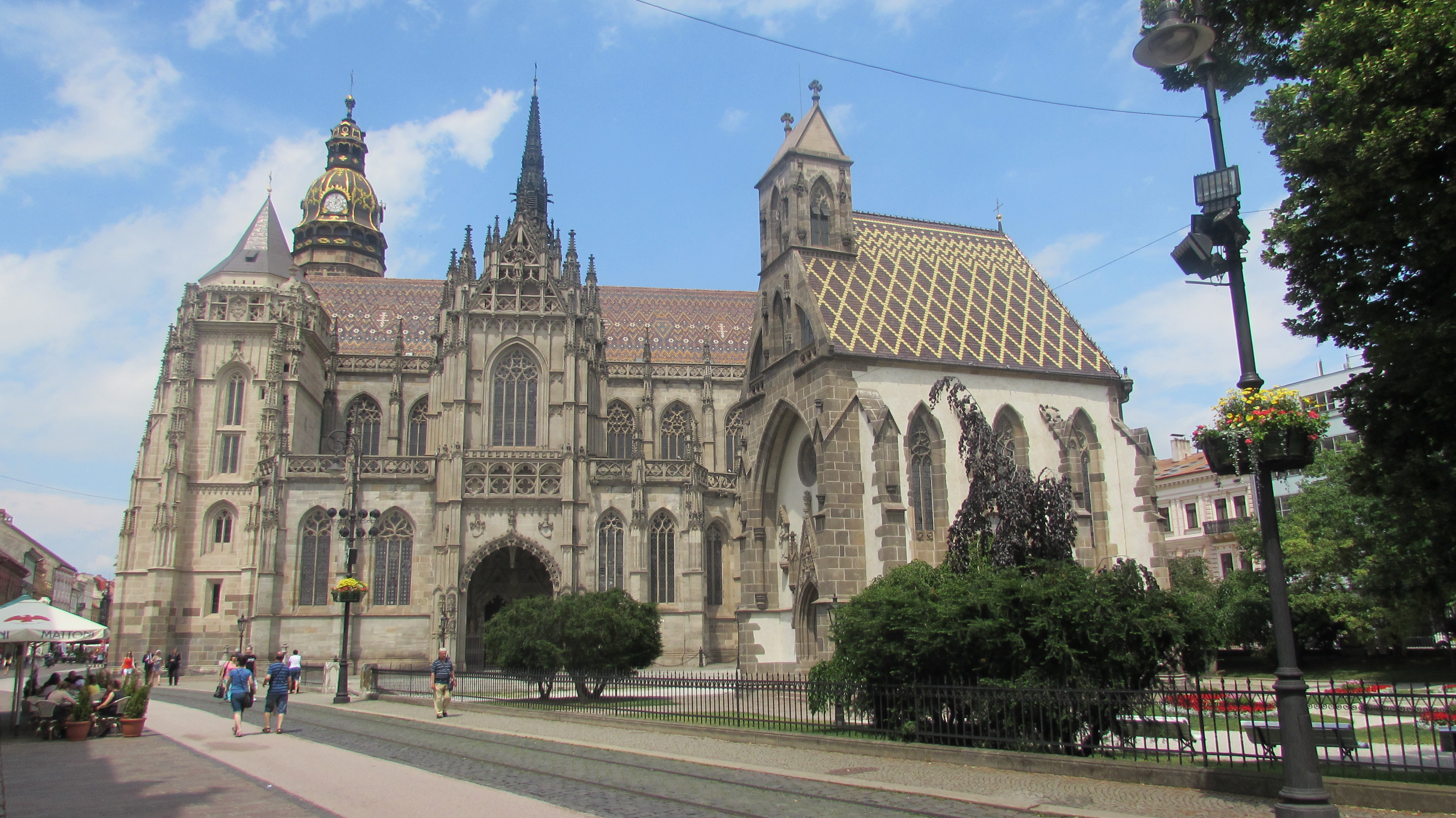
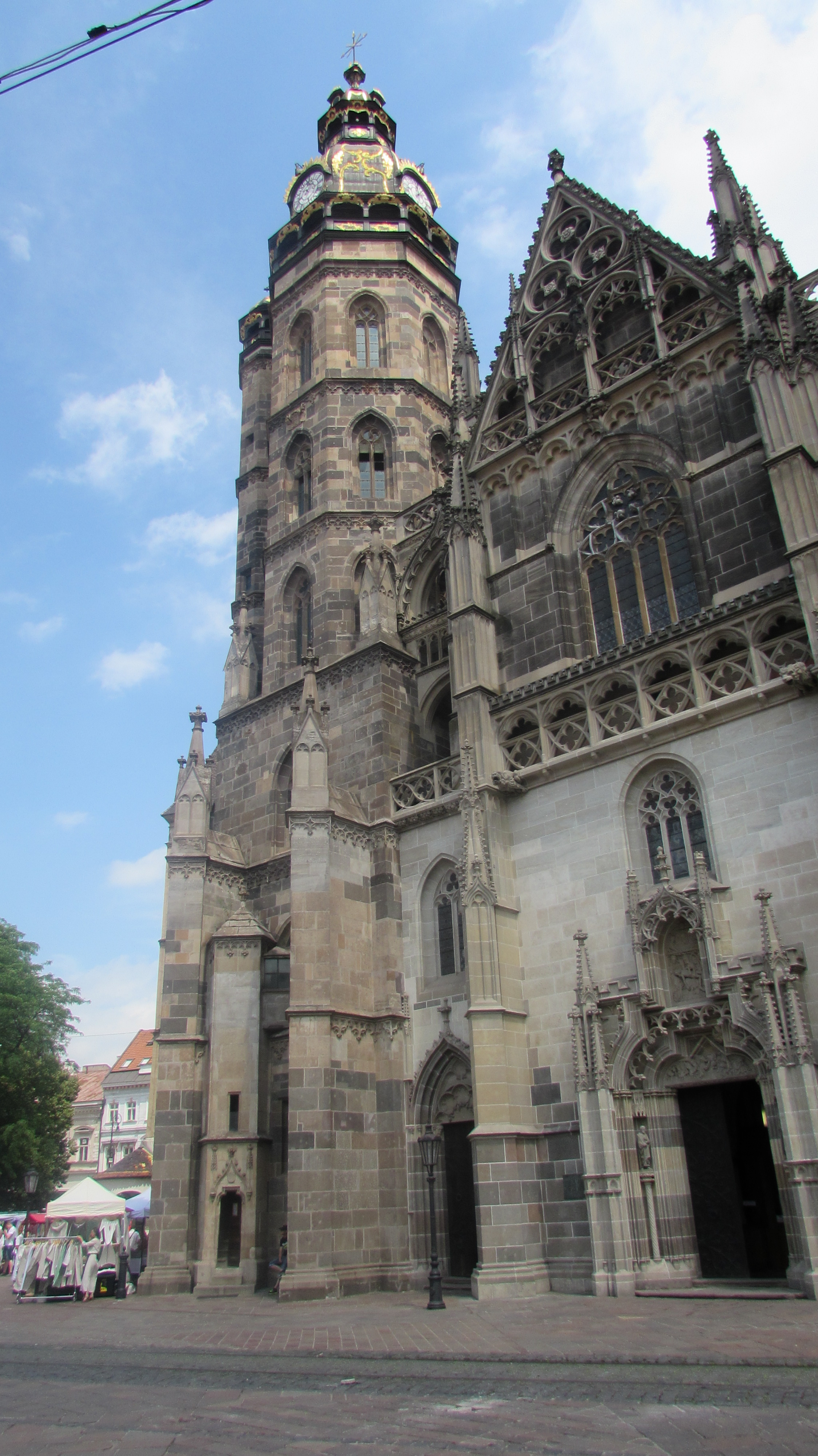
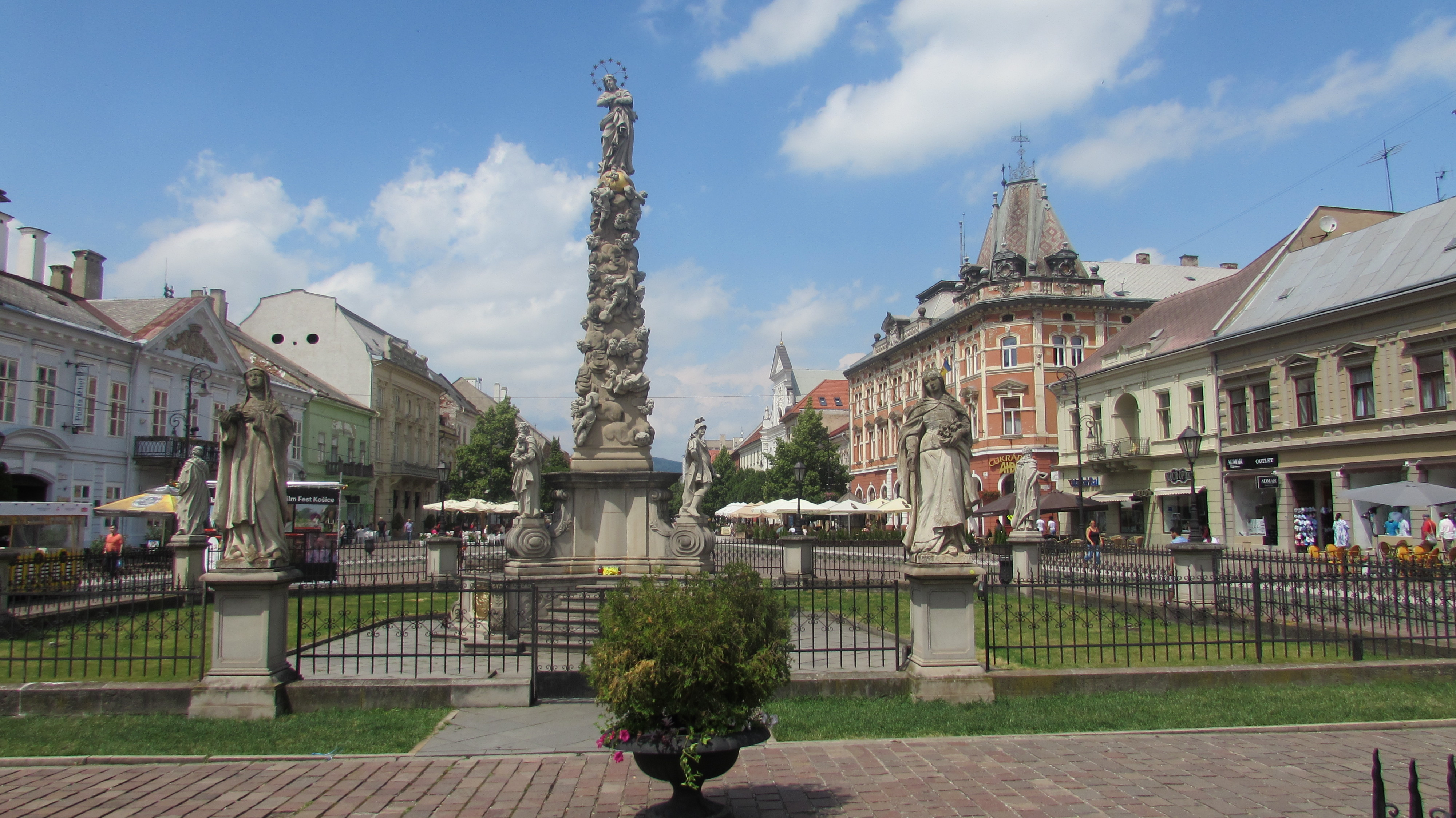

### Sport
Der Košice-Marathon wird seit 1924 mit wenigen Unterbrechungen durchgeführt und ist damit der älteste Marathonlauf Europas und nach dem Boston-Marathon der zweitälteste der Welt. Er wird jährlich am ersten Oktobersonntag durchgeführt.
Der Fußballverein FC Košice spielt seit 2023 in der höchsten slowakischen Fußballliga, der Niké liga. Andere historisch bedeutende Fußballvereine sind FC VSS Košice, der bis 2017 bestand und zuletzt in der 2. Liga spielte, 1. FC Košice, der erste slowakische Teilnehmer der UEFA Champions League und Lokomotíva Košice. Der Eishockeyklub HC Košice nimmt an der slowakischen Extraliga teil und ist ein vierfacher slowakischer Meister. Er trägt seine Heimspiele in der Steel Aréna (Kapazität 8.378) aus. Ein anderer Verein in der Stadt ist der Basketballklub Good Angels Košice.

## Politik und Verwaltung

Die 22 Stadtteile von Košice

Die Stadt ist Sitz eines der acht Landschaftsverbände der Slowakei, des Košický kraj mit 778.799 Einwohnern. Das Verfassungsgericht (Ústavný súd Slovenskej republiky) hat seinen Sitz in Košice, und auch eine der Exposituren der Nationalbank der Slowakei hat ihren Platz hier. Außerdem befindet sich hier das Konsulat Ungarns.
Die Struktur der Stadtverwaltung besteht aus dem Oberbürgermeister (primátor), der Stadtvertretung (mestské zastupiteľstvo), dem Stadtrat (mestská rada), den Kommissionen der Stadtvertretung (Komisie mestského zastupiteľstva) und dem Magistrat (Magistrát). Der Oberbürgermeister wird alle vier Jahre für eine vierjährige Amtszeit gewählt. Amtierender Oberbürgermeister ist der stellvertretende Bürgermeister Martin Petruško.
Die Stadt unterteilt sich in 4 Stadtbezirke mit 22 Stadtteilen:
1. Košice I mit den Stadtteilen Džungľa, Kavečany, Sever, Sídlisko Ťahanovce, Staré Mesto und Ťahanovce
2. Košice II mit den Stadtteilen Lorinčík, Luník IX, Myslava, Pereš, Poľov, Sídlisko KVP, Šaca und Západ
3. Košice III mit den Stadtteilen Dargovských hrdinov und Košická Nová Ves
4. Košice IV mit den Stadtteilen Barca, Juh, Krásna, Nad jazerom, Šebastovce und Vyšné Opátske

Neben dieser Einteilung wird die Stadt in 29 Katastralgemeinden (katastrálne územia) unterteilt. In dieser Einteilung sind fünf der oben genannten Stadtteile weiter geteilt:
1. Sever – in Severné Mesto, Kamenné und Čermeľ
2. Staré Mesto – in Letná, Huštáky und Stredné Mesto
3. Šaca – in Šaca und Železiarne
4. Juh – in Skladná und Južné Mesto
5. Vyšné Opátske – in Vyšné Opátske und Nižná Úvrať

Des Weiteren tragen einige Stadtteile einen anderen Namen als Katastralgemeinde:
1. Džungľa als Brody
2. Sídlisko Ťahanovce als Nové Ťahanovce
3. Luník IX als Luník
4. Sídlisko KVP als Grunt
5. Západ als Terasa
6. Dargovských hrdinov als Furča
7. Nad jazerom als Jazero

### Symbole

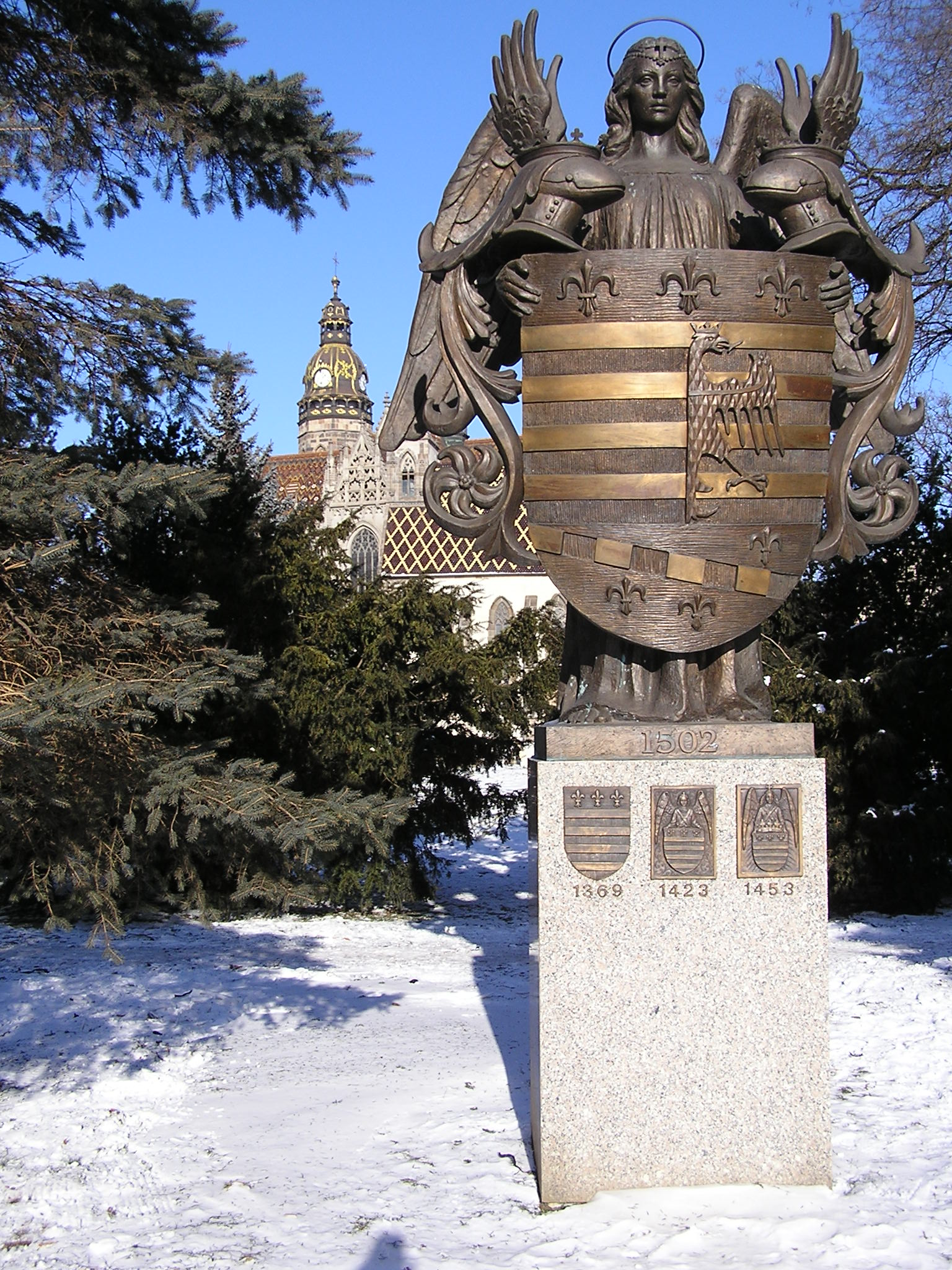
Heutiges Wappen mit historischen Varianten

Die Symbole Košices sind das Wappen und die Flagge. Das Wappen ist seit 1369 in Gebrauch, als König Ludwig der Große der Stadt das Recht gewährte, ein eigenes Wappen zu führen. Das erste Wappen zeigte nur rot-weiße Streifen und drei Lilien im Hintergrund. Die heutige Form ist seit 1502 in Gebrauch.
Die Flagge besteht aus zwei gleich breiten, waagerechten Streifen, der obere ist gelb, der untere ist blau, mit dem Wappen in der Mitte.

### Partnerstädte
Die Stadt Košice unterhält mit folgenden Städten eine Städtepartnerschaft:
| - Budapest, Ungarn - Bursa, Türkei - Cottbus, Deutschland - Miskolc, Ungarn - Mobile, Alabama, USA | - Niš, Serbien - Ostrava, Tschechien - Vysoké Tatry, Slowakei - Plowdiw, Bulgarien - Raahe, Finnland | - Rzeszów, Polen - Sankt Petersburg, Russland - Uschhorod, Ukraine - Verona, Italien - Wuppertal, Deutschland |

## Wirtschaft
Košice ist das wirtschaftliche Zentrum der Ostslowakei. Die Stadt erwirtschaftet rund 9 % des slowakischen Bruttoinlandsprodukts (2005). Der größte Arbeitgeber der Stadt sind die Stahlwerke U. S. Steel Košice mit rund 15.000 Beschäftigten. Weitere wichtige Zweige sind Maschinenbau, Lebensmittelindustrie, Dienstleistungen und Handel.

## Bildung
Košice ist nach Bratislava die bedeutendste Universitätsstadt in der Slowakei mit mehreren Hochschulen mit zum Teil internationalem Ruf:
die Pavol-Jozef-Šafárik-Universität Košice (7.868 Studenten), die Technische Universität Košice (15.321 Studenten), die Veterinärmedizinische Universität Košice (1.459 Studenten), die Theologische Fakultät der Katholischen Universität Ružomberok, die Fakultät für Betriebswirtschaft der Wirtschaftsuniversität Bratislava sowie die private Hochschule für Sicherheitsmanagement in Košice (2.066 Studenten).
Es gibt 38 öffentliche, sechs private und drei konfessionelle Grundschulen mit insgesamt 20.158 Schülern. Das System der weiterführenden Schulen in der Stadt umfasst 20 Gymnasien mit 7.692 Studenten, 37 spezialisierenden weiterführenden Schulen mit 8.812 Studenten und 27 Berufsschulen mit 6.616 Studenten (Stand 2007).

## Verkehr

### Straße

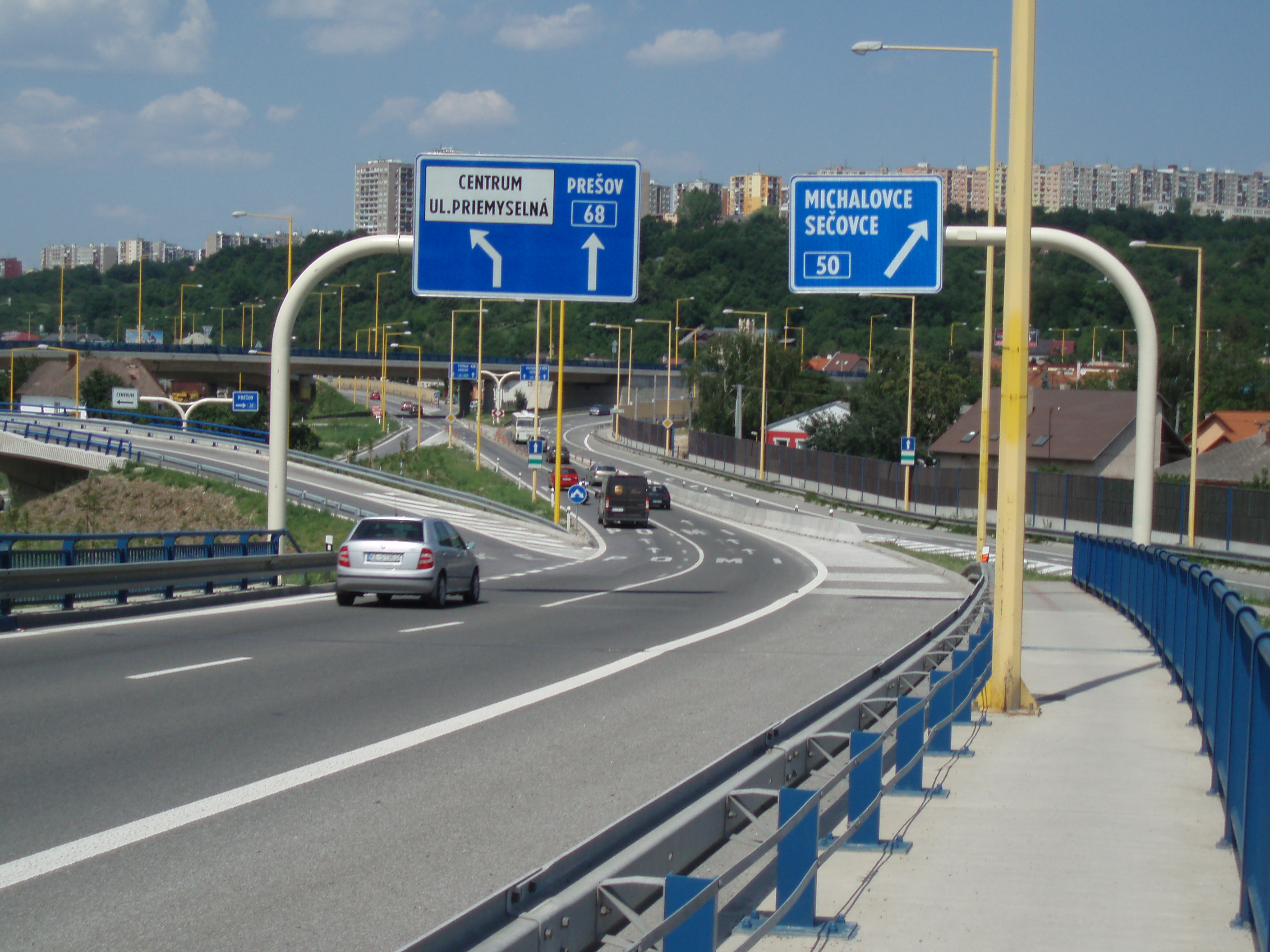
Anschlussstelle Prešovská-Sečovská östlich des Stadtzentrums, Knotenpunkt der Straßen 1. Ordnung I/16, I/19 und I/20

Košice liegt an der Europastraße 50, die aus Frankreich kommend durch die Ukraine ins russische Machatschkala (Dagestan) führt, sowie an der Europastraße 58 von Wien nach Rostow am Don. Ferner endet in Košice die aus Richtung Split/Zagreb/Budapest kommende Europastraße 71. Es gibt eine vierspurige, mehrheitlich als Autostraße ausgeschilderte Transitstrecke von Šaca nach Budimír (Länge etwa 25 km), die als Straßen 1. Ordnung I/16 bzw. I/20 gewidmet ist. Eine direkte Autobahnverbindung Richtung Bratislava und Prag, die Autobahn D1, befindet sich im Bau bzw. ist teilweise fertiggestellt. Es ist geplant, diese vom jetzigen Endpunkt bei Bidovce östlich von Košice über Michalovce bis zum slowakisch-ukrainischen Grenzübergang Vyšné Nemecké – Uschhorod fortzuführen. Richtung Miskolc/Budapest wurde im November 2013 ein Teilstück der Schnellstraße R4 zum Grenzübergang Milhosť – Tornyosnémeti eröffnet, auf ungarischer Seite schließt sich die Autobahn M30 an, nach deren vollständigen Eröffnung am 26. Oktober 2021 eine Autobahnverbindung nach Bratislava über ungarisches Netz ermöglicht wurde. Ein 14,3 km langer Teil der äußeren Ortsumgehung von Šebastovce bis Košické Oľšany als Teil der Schnellstraße R2 ist seit dem 25. April 2022 in Bau.
Im weiteren Verlauf außerhalb der Stadtgrenzen führt die I/16 westlich nach Rožňava und ferner Zvolen, I/17 südlich Richtung Milhosť, I/19 nach Michalovce und Vyšné Nemecké und die I/20 nördlich nach Prešov als Parallelstrecke zur Autobahn D1. Die Straße 2. Ordnung II/547 verläuft nordwestlich nach Margecany und Spišská Nová Ves, die II/548 westlich nach Jasov und Medzev und die II/552 südöstlich Richtung Slovenské Nové Mesto.

### Eisenbahn

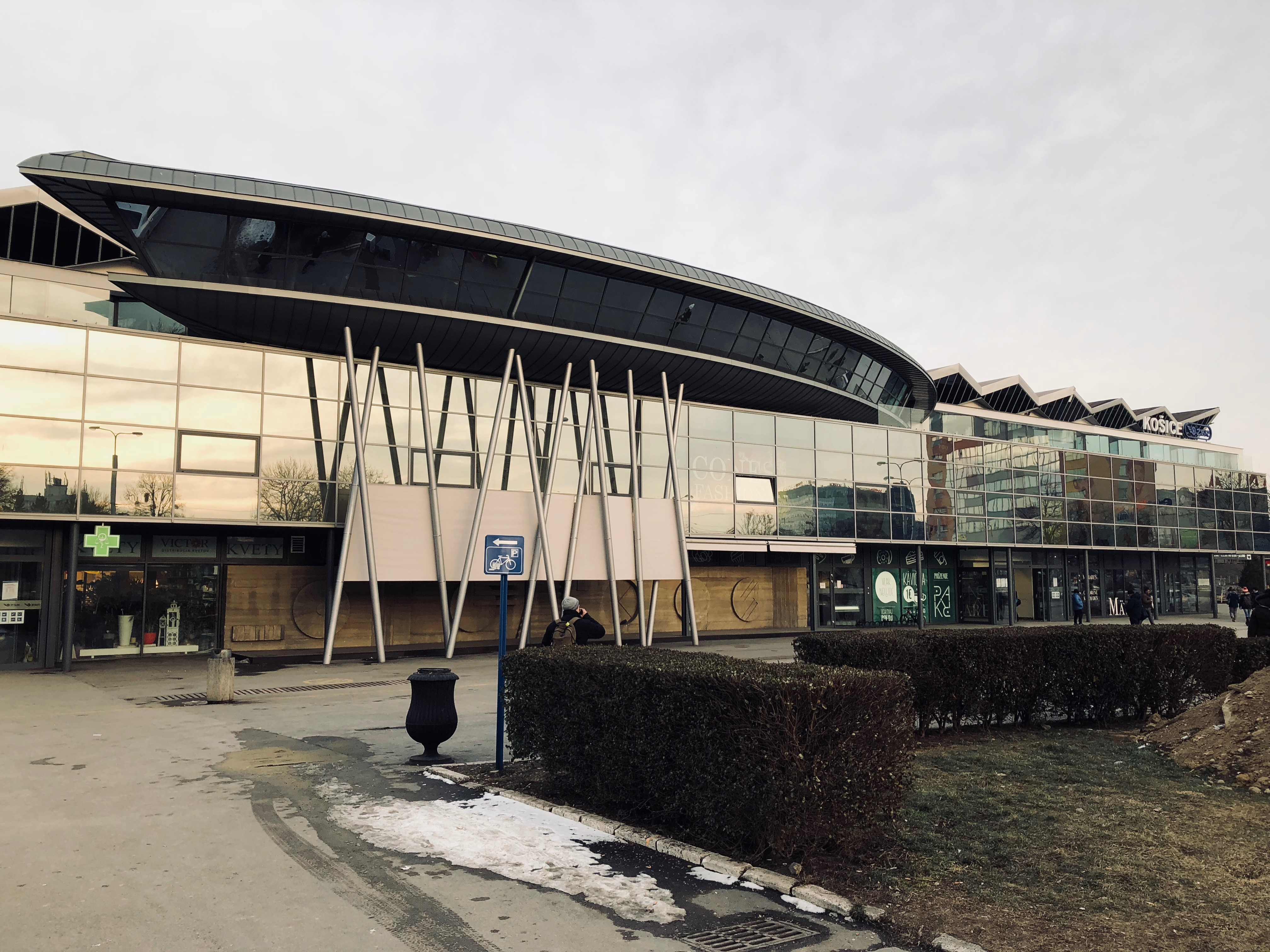
Bahnhof Košice

Der Bahnhof Košice ist Endpunkt mehrerer EuroCity-, Intercity- und Expresszugverbindungen. Es bestehen unter anderem Direktverbindungen nach Bratislava, Prag (teils als Autoreisezug), Budapest, Kiew, Wien, Lwiw (Lemberg), Krakau (Kraków) und Cheb. Die Hauptachse sind dabei die zweigleisigen Bahnstrecken Košice–Žilina und Košice–Tschop. Neben der Slowakischen Staatsbahn bieten auch die privaten Bahngesellschaften Leo Express und Regiojet Direktverbindungen ab Prag und Bratislava nach Košice an. Einmal täglich verkehrt ein InterCity bis Bratislava, welcher weiter als Regionalzug über die Marchegger Ostbahn nach Wien geführt wird.ʹ
Nahe Košice, in Haniska, endet die Breitspurstrecke Uschhorod–Košice, eine einspurige Eisenbahnlinie in russischer Breitspur (1520 mm) vom Grenzort Maťovské Vojkovce her. Am 7. Mai 2007 unterzeichneten die russische Eisenbahngesellschaft RŽD und das slowakische Ministerium für Verkehr, Post und Telekommunikation eine Absichtserklärung, die u. a. die Verlängerung dieser Strecke bis Bratislava vorsieht. Die seither aufgegebenen Planungen sahen eine Verlängerung bis in den Großraum Wien vor, siehe Breitspurstrecke Košice–Wien.

### Flugverkehr

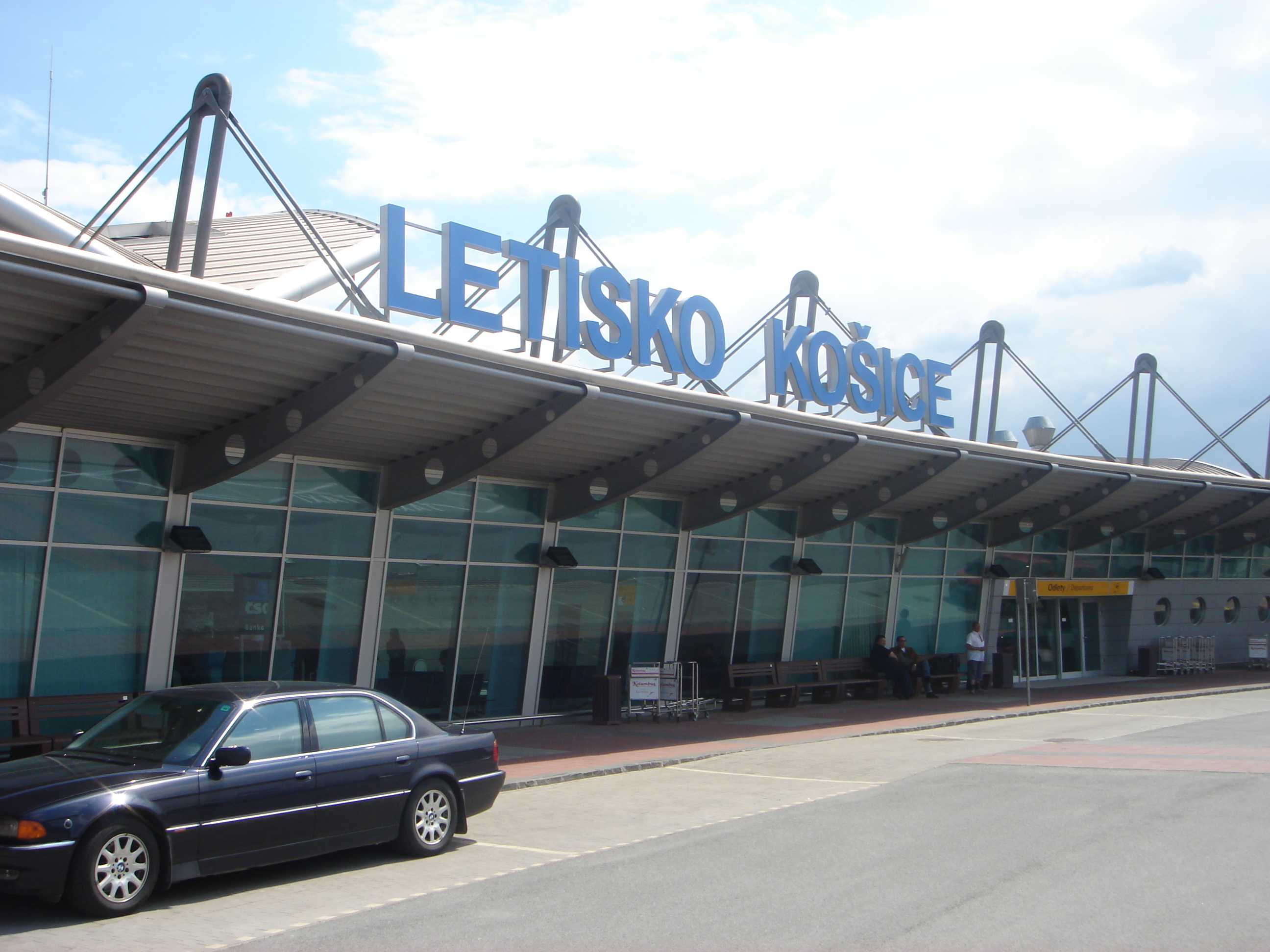
Flughafen Košice

Der internationale Flughafen Košice wurde 2006 privatisiert, wobei die Flughafen Wien AG Mehrheitseigentümer ist. Er befindet sich sechs Kilometer südlich der Stadt und bietet einige regionale Linienflüge sowie Charterverbindungen.

### Öffentlicher Personennahverkehr
Der ÖPNV wird durch den Dopravný podnik mesta Košice (Verkehrsunternehmen der Stadt Košice, DPMK) betrieben. 1891 wurde die erste Pferdestraßenbahn in Betrieb genommen, 1914 erfolgte die Elektrifizierung. Das heutige Liniennetz besteht aus 40 Omnibuslinien, zwei Oberleitungsbuslinien und 15 Straßenbahnlinien. Den Nachtverkehr übernehmen vier Buslinien.
Personen ab 70 Jahren fahren gratis.